# Frank Marshall (szachista)
|   | a | b | c | d | e | f | g | h |   |
| 8 | a8 – Czarna wieża · b8 – Czarny skoczek · c8 – Czarny goniec · d8 – Czarny hetman · e8 – Czarny król · f8 – Czarny goniec · h8 – Czarna wieża · a7 – Czarny pionek · b7 – Czarny pionek · c7 – Czarny pionek · e7 – Czarny pionek · f7 – Czarny pionek · g7 – Czarny pionek · h7 – Czarny pionek · f6 – Czarny skoczek · d5 – Czarny pionek · c4 – Biały pionek · d4 – Biały pionek · a2 – Biały pionek · b2 – Biały pionek · e2 – Biały pionek · f2 – Biały pionek · g2 – Biały pionek · h2 – Biały pionek · a1 – Biała wieża · b1 – Biały skoczek · c1 – Biały goniec · d1 – Biały hetman · e1 – Biały król · f1 – Biały goniec · g1 – Biały skoczek · h1 – Biała wieża | a8 – Czarna wieża · b8 – Czarny skoczek · c8 – Czarny goniec · d8 – Czarny hetman · e8 – Czarny król · f8 – Czarny goniec · h8 – Czarna wieża · a7 – Czarny pionek · b7 – Czarny pionek · c7 – Czarny pionek · e7 – Czarny pionek · f7 – Czarny pionek · g7 – Czarny pionek · h7 – Czarny pionek · f6 – Czarny skoczek · d5 – Czarny pionek · c4 – Biały pionek · d4 – Biały pionek · a2 – Biały pionek · b2 – Biały pionek · e2 – Biały pionek · f2 – Biały pionek · g2 – Biały pionek · h2 – Biały pionek · a1 – Biała wieża · b1 – Biały skoczek · c1 – Biały goniec · d1 – Biały hetman · e1 – Biały król · f1 – Biały goniec · g1 – Biały skoczek · h1 – Biała wieża | a8 – Czarna wieża · b8 – Czarny skoczek · c8 – Czarny goniec · d8 – Czarny hetman · e8 – Czarny król · f8 – Czarny goniec · h8 – Czarna wieża · a7 – Czarny pionek · b7 – Czarny pionek · c7 – Czarny pionek · e7 – Czarny pionek · f7 – Czarny pionek · g7 – Czarny pionek · h7 – Czarny pionek · f6 – Czarny skoczek · d5 – Czarny pionek · c4 – Biały pionek · d4 – Biały pionek · a2 – Biały pionek · b2 – Biały pionek · e2 – Biały pionek · f2 – Biały pionek · g2 – Biały pionek · h2 – Biały pionek · a1 – Biała wieża · b1 – Biały skoczek · c1 – Biały goniec · d1 – Biały hetman · e1 – Biały król · f1 – Biały goniec · g1 – Biały skoczek · h1 – Biała wieża | a8 – Czarna wieża · b8 – Czarny skoczek · c8 – Czarny goniec · d8 – Czarny hetman · e8 – Czarny król · f8 – Czarny goniec · h8 – Czarna wieża · a7 – Czarny pionek · b7 – Czarny pionek · c7 – Czarny pionek · e7 – Czarny pionek · f7 – Czarny pionek · g7 – Czarny pionek · h7 – Czarny pionek · f6 – Czarny skoczek · d5 – Czarny pionek · c4 – Biały pionek · d4 – Biały pionek · a2 – Biały pionek · b2 – Biały pionek · e2 – Biały pionek · f2 – Biały pionek · g2 – Biały pionek · h2 – Biały pionek · a1 – Biała wieża · b1 – Biały skoczek · c1 – Biały goniec · d1 – Biały hetman · e1 – Biały król · f1 – Biały goniec · g1 – Biały skoczek · h1 – Biała wieża | a8 – Czarna wieża · b8 – Czarny skoczek · c8 – Czarny goniec · d8 – Czarny hetman · e8 – Czarny król · f8 – Czarny goniec · h8 – Czarna wieża · a7 – Czarny pionek · b7 – Czarny pionek · c7 – Czarny pionek · e7 – Czarny pionek · f7 – Czarny pionek · g7 – Czarny pionek · h7 – Czarny pionek · f6 – Czarny skoczek · d5 – Czarny pionek · c4 – Biały pionek · d4 – Biały pionek · a2 – Biały pionek · b2 – Biały pionek · e2 – Biały pionek · f2 – Biały pionek · g2 – Biały pionek · h2 – Biały pionek · a1 – Biała wieża · b1 – Biały skoczek · c1 – Biały goniec · d1 – Biały hetman · e1 – Biały król · f1 – Biały goniec · g1 – Biały skoczek · h1 – Biała wieża | a8 – Czarna wieża · b8 – Czarny skoczek · c8 – Czarny goniec · d8 – Czarny hetman · e8 – Czarny król · f8 – Czarny goniec · h8 – Czarna wieża · a7 – Czarny pionek · b7 – Czarny pionek · c7 – Czarny pionek · e7 – Czarny pionek · f7 – Czarny pionek · g7 – Czarny pionek · h7 – Czarny pionek · f6 – Czarny skoczek · d5 – Czarny pionek · c4 – Biały pionek · d4 – Biały pionek · a2 – Biały pionek · b2 – Biały pionek · e2 – Biały pionek · f2 – Biały pionek · g2 – Biały pionek · h2 – Biały pionek · a1 – Biała wieża · b1 – Biały skoczek · c1 – Biały goniec · d1 – Biały hetman · e1 – Biały król · f1 – Biały goniec · g1 – Biały skoczek · h1 – Biała wieża | a8 – Czarna wieża · b8 – Czarny skoczek · c8 – Czarny goniec · d8 – Czarny hetman · e8 – Czarny król · f8 – Czarny goniec · h8 – Czarna wieża · a7 – Czarny pionek · b7 – Czarny pionek · c7 – Czarny pionek · e7 – Czarny pionek · f7 – Czarny pionek · g7 – Czarny pionek · h7 – Czarny pionek · f6 – Czarny skoczek · d5 – Czarny pionek · c4 – Biały pionek · d4 – Biały pionek · a2 – Biały pionek · b2 – Biały pionek · e2 – Biały pionek · f2 – Biały pionek · g2 – Biały pionek · h2 – Biały pionek · a1 – Biała wieża · b1 – Biały skoczek · c1 – Biały goniec · d1 – Biały hetman · e1 – Biały król · f1 – Biały goniec · g1 – Biały skoczek · h1 – Biała wieża | a8 – Czarna wieża · b8 – Czarny skoczek · c8 – Czarny goniec · d8 – Czarny hetman · e8 – Czarny król · f8 – Czarny goniec · h8 – Czarna wieża · a7 – Czarny pionek · b7 – Czarny pionek · c7 – Czarny pionek · e7 – Czarny pionek · f7 – Czarny pionek · g7 – Czarny pionek · h7 – Czarny pionek · f6 – Czarny skoczek · d5 – Czarny pionek · c4 – Biały pionek · d4 – Biały pionek · a2 – Biały pionek · b2 – Biały pionek · e2 – Biały pionek · f2 – Biały pionek · g2 – Biały pionek · h2 – Biały pionek · a1 – Biała wieża · b1 – Biały skoczek · c1 – Biały goniec · d1 – Biały hetman · e1 – Biały król · f1 – Biały goniec · g1 – Biały skoczek · h1 – Biała wieża | 8 |
| 7 | a8 – Czarna wieża · b8 – Czarny skoczek · c8 – Czarny goniec · d8 – Czarny hetman · e8 – Czarny król · f8 – Czarny goniec · h8 – Czarna wieża · a7 – Czarny pionek · b7 – Czarny pionek · c7 – Czarny pionek · e7 – Czarny pionek · f7 – Czarny pionek · g7 – Czarny pionek · h7 – Czarny pionek · f6 – Czarny skoczek · d5 – Czarny pionek · c4 – Biały pionek · d4 – Biały pionek · a2 – Biały pionek · b2 – Biały pionek · e2 – Biały pionek · f2 – Biały pionek · g2 – Biały pionek · h2 – Biały pionek · a1 – Biała wieża · b1 – Biały skoczek · c1 – Biały goniec · d1 – Biały hetman · e1 – Biały król · f1 – Biały goniec · g1 – Biały skoczek · h1 – Biała wieża | a8 – Czarna wieża · b8 – Czarny skoczek · c8 – Czarny goniec · d8 – Czarny hetman · e8 – Czarny król · f8 – Czarny goniec · h8 – Czarna wieża · a7 – Czarny pionek · b7 – Czarny pionek · c7 – Czarny pionek · e7 – Czarny pionek · f7 – Czarny pionek · g7 – Czarny pionek · h7 – Czarny pionek · f6 – Czarny skoczek · d5 – Czarny pionek · c4 – Biały pionek · d4 – Biały pionek · a2 – Biały pionek · b2 – Biały pionek · e2 – Biały pionek · f2 – Biały pionek · g2 – Biały pionek · h2 – Biały pionek · a1 – Biała wieża · b1 – Biały skoczek · c1 – Biały goniec · d1 – Biały hetman · e1 – Biały król · f1 – Biały goniec · g1 – Biały skoczek · h1 – Biała wieża | a8 – Czarna wieża · b8 – Czarny skoczek · c8 – Czarny goniec · d8 – Czarny hetman · e8 – Czarny król · f8 – Czarny goniec · h8 – Czarna wieża · a7 – Czarny pionek · b7 – Czarny pionek · c7 – Czarny pionek · e7 – Czarny pionek · f7 – Czarny pionek · g7 – Czarny pionek · h7 – Czarny pionek · f6 – Czarny skoczek · d5 – Czarny pionek · c4 – Biały pionek · d4 – Biały pionek · a2 – Biały pionek · b2 – Biały pionek · e2 – Biały pionek · f2 – Biały pionek · g2 – Biały pionek · h2 – Biały pionek · a1 – Biała wieża · b1 – Biały skoczek · c1 – Biały goniec · d1 – Biały hetman · e1 – Biały król · f1 – Biały goniec · g1 – Biały skoczek · h1 – Biała wieża | a8 – Czarna wieża · b8 – Czarny skoczek · c8 – Czarny goniec · d8 – Czarny hetman · e8 – Czarny król · f8 – Czarny goniec · h8 – Czarna wieża · a7 – Czarny pionek · b7 – Czarny pionek · c7 – Czarny pionek · e7 – Czarny pionek · f7 – Czarny pionek · g7 – Czarny pionek · h7 – Czarny pionek · f6 – Czarny skoczek · d5 – Czarny pionek · c4 – Biały pionek · d4 – Biały pionek · a2 – Biały pionek · b2 – Biały pionek · e2 – Biały pionek · f2 – Biały pionek · g2 – Biały pionek · h2 – Biały pionek · a1 – Biała wieża · b1 – Biały skoczek · c1 – Biały goniec · d1 – Biały hetman · e1 – Biały król · f1 – Biały goniec · g1 – Biały skoczek · h1 – Biała wieża | a8 – Czarna wieża · b8 – Czarny skoczek · c8 – Czarny goniec · d8 – Czarny hetman · e8 – Czarny król · f8 – Czarny goniec · h8 – Czarna wieża · a7 – Czarny pionek · b7 – Czarny pionek · c7 – Czarny pionek · e7 – Czarny pionek · f7 – Czarny pionek · g7 – Czarny pionek · h7 – Czarny pionek · f6 – Czarny skoczek · d5 – Czarny pionek · c4 – Biały pionek · d4 – Biały pionek · a2 – Biały pionek · b2 – Biały pionek · e2 – Biały pionek · f2 – Biały pionek · g2 – Biały pionek · h2 – Biały pionek · a1 – Biała wieża · b1 – Biały skoczek · c1 – Biały goniec · d1 – Biały hetman · e1 – Biały król · f1 – Biały goniec · g1 – Biały skoczek · h1 – Biała wieża | a8 – Czarna wieża · b8 – Czarny skoczek · c8 – Czarny goniec · d8 – Czarny hetman · e8 – Czarny król · f8 – Czarny goniec · h8 – Czarna wieża · a7 – Czarny pionek · b7 – Czarny pionek · c7 – Czarny pionek · e7 – Czarny pionek · f7 – Czarny pionek · g7 – Czarny pionek · h7 – Czarny pionek · f6 – Czarny skoczek · d5 – Czarny pionek · c4 – Biały pionek · d4 – Biały pionek · a2 – Biały pionek · b2 – Biały pionek · e2 – Biały pionek · f2 – Biały pionek · g2 – Biały pionek · h2 – Biały pionek · a1 – Biała wieża · b1 – Biały skoczek · c1 – Biały goniec · d1 – Biały hetman · e1 – Biały król · f1 – Biały goniec · g1 – Biały skoczek · h1 – Biała wieża | a8 – Czarna wieża · b8 – Czarny skoczek · c8 – Czarny goniec · d8 – Czarny hetman · e8 – Czarny król · f8 – Czarny goniec · h8 – Czarna wieża · a7 – Czarny pionek · b7 – Czarny pionek · c7 – Czarny pionek · e7 – Czarny pionek · f7 – Czarny pionek · g7 – Czarny pionek · h7 – Czarny pionek · f6 – Czarny skoczek · d5 – Czarny pionek · c4 – Biały pionek · d4 – Biały pionek · a2 – Biały pionek · b2 – Biały pionek · e2 – Biały pionek · f2 – Biały pionek · g2 – Biały pionek · h2 – Biały pionek · a1 – Biała wieża · b1 – Biały skoczek · c1 – Biały goniec · d1 – Biały hetman · e1 – Biały król · f1 – Biały goniec · g1 – Biały skoczek · h1 – Biała wieża | a8 – Czarna wieża · b8 – Czarny skoczek · c8 – Czarny goniec · d8 – Czarny hetman · e8 – Czarny król · f8 – Czarny goniec · h8 – Czarna wieża · a7 – Czarny pionek · b7 – Czarny pionek · c7 – Czarny pionek · e7 – Czarny pionek · f7 – Czarny pionek · g7 – Czarny pionek · h7 – Czarny pionek · f6 – Czarny skoczek · d5 – Czarny pionek · c4 – Biały pionek · d4 – Biały pionek · a2 – Biały pionek · b2 – Biały pionek · e2 – Biały pionek · f2 – Biały pionek · g2 – Biały pionek · h2 – Biały pionek · a1 – Biała wieża · b1 – Biały skoczek · c1 – Biały goniec · d1 – Biały hetman · e1 – Biały król · f1 – Biały goniec · g1 – Biały skoczek · h1 – Biała wieża | 7 |
| 6 | a8 – Czarna wieża · b8 – Czarny skoczek · c8 – Czarny goniec · d8 – Czarny hetman · e8 – Czarny król · f8 – Czarny goniec · h8 – Czarna wieża · a7 – Czarny pionek · b7 – Czarny pionek · c7 – Czarny pionek · e7 – Czarny pionek · f7 – Czarny pionek · g7 – Czarny pionek · h7 – Czarny pionek · f6 – Czarny skoczek · d5 – Czarny pionek · c4 – Biały pionek · d4 – Biały pionek · a2 – Biały pionek · b2 – Biały pionek · e2 – Biały pionek · f2 – Biały pionek · g2 – Biały pionek · h2 – Biały pionek · a1 – Biała wieża · b1 – Biały skoczek · c1 – Biały goniec · d1 – Biały hetman · e1 – Biały król · f1 – Biały goniec · g1 – Biały skoczek · h1 – Biała wieża | a8 – Czarna wieża · b8 – Czarny skoczek · c8 – Czarny goniec · d8 – Czarny hetman · e8 – Czarny król · f8 – Czarny goniec · h8 – Czarna wieża · a7 – Czarny pionek · b7 – Czarny pionek · c7 – Czarny pionek · e7 – Czarny pionek · f7 – Czarny pionek · g7 – Czarny pionek · h7 – Czarny pionek · f6 – Czarny skoczek · d5 – Czarny pionek · c4 – Biały pionek · d4 – Biały pionek · a2 – Biały pionek · b2 – Biały pionek · e2 – Biały pionek · f2 – Biały pionek · g2 – Biały pionek · h2 – Biały pionek · a1 – Biała wieża · b1 – Biały skoczek · c1 – Biały goniec · d1 – Biały hetman · e1 – Biały król · f1 – Biały goniec · g1 – Biały skoczek · h1 – Biała wieża | a8 – Czarna wieża · b8 – Czarny skoczek · c8 – Czarny goniec · d8 – Czarny hetman · e8 – Czarny król · f8 – Czarny goniec · h8 – Czarna wieża · a7 – Czarny pionek · b7 – Czarny pionek · c7 – Czarny pionek · e7 – Czarny pionek · f7 – Czarny pionek · g7 – Czarny pionek · h7 – Czarny pionek · f6 – Czarny skoczek · d5 – Czarny pionek · c4 – Biały pionek · d4 – Biały pionek · a2 – Biały pionek · b2 – Biały pionek · e2 – Biały pionek · f2 – Biały pionek · g2 – Biały pionek · h2 – Biały pionek · a1 – Biała wieża · b1 – Biały skoczek · c1 – Biały goniec · d1 – Biały hetman · e1 – Biały król · f1 – Biały goniec · g1 – Biały skoczek · h1 – Biała wieża | a8 – Czarna wieża · b8 – Czarny skoczek · c8 – Czarny goniec · d8 – Czarny hetman · e8 – Czarny król · f8 – Czarny goniec · h8 – Czarna wieża · a7 – Czarny pionek · b7 – Czarny pionek · c7 – Czarny pionek · e7 – Czarny pionek · f7 – Czarny pionek · g7 – Czarny pionek · h7 – Czarny pionek · f6 – Czarny skoczek · d5 – Czarny pionek · c4 – Biały pionek · d4 – Biały pionek · a2 – Biały pionek · b2 – Biały pionek · e2 – Biały pionek · f2 – Biały pionek · g2 – Biały pionek · h2 – Biały pionek · a1 – Biała wieża · b1 – Biały skoczek · c1 – Biały goniec · d1 – Biały hetman · e1 – Biały król · f1 – Biały goniec · g1 – Biały skoczek · h1 – Biała wieża | a8 – Czarna wieża · b8 – Czarny skoczek · c8 – Czarny goniec · d8 – Czarny hetman · e8 – Czarny król · f8 – Czarny goniec · h8 – Czarna wieża · a7 – Czarny pionek · b7 – Czarny pionek · c7 – Czarny pionek · e7 – Czarny pionek · f7 – Czarny pionek · g7 – Czarny pionek · h7 – Czarny pionek · f6 – Czarny skoczek · d5 – Czarny pionek · c4 – Biały pionek · d4 – Biały pionek · a2 – Biały pionek · b2 – Biały pionek · e2 – Biały pionek · f2 – Biały pionek · g2 – Biały pionek · h2 – Biały pionek · a1 – Biała wieża · b1 – Biały skoczek · c1 – Biały goniec · d1 – Biały hetman · e1 – Biały król · f1 – Biały goniec · g1 – Biały skoczek · h1 – Biała wieża | a8 – Czarna wieża · b8 – Czarny skoczek · c8 – Czarny goniec · d8 – Czarny hetman · e8 – Czarny król · f8 – Czarny goniec · h8 – Czarna wieża · a7 – Czarny pionek · b7 – Czarny pionek · c7 – Czarny pionek · e7 – Czarny pionek · f7 – Czarny pionek · g7 – Czarny pionek · h7 – Czarny pionek · f6 – Czarny skoczek · d5 – Czarny pionek · c4 – Biały pionek · d4 – Biały pionek · a2 – Biały pionek · b2 – Biały pionek · e2 – Biały pionek · f2 – Biały pionek · g2 – Biały pionek · h2 – Biały pionek · a1 – Biała wieża · b1 – Biały skoczek · c1 – Biały goniec · d1 – Biały hetman · e1 – Biały król · f1 – Biały goniec · g1 – Biały skoczek · h1 – Biała wieża | a8 – Czarna wieża · b8 – Czarny skoczek · c8 – Czarny goniec · d8 – Czarny hetman · e8 – Czarny król · f8 – Czarny goniec · h8 – Czarna wieża · a7 – Czarny pionek · b7 – Czarny pionek · c7 – Czarny pionek · e7 – Czarny pionek · f7 – Czarny pionek · g7 – Czarny pionek · h7 – Czarny pionek · f6 – Czarny skoczek · d5 – Czarny pionek · c4 – Biały pionek · d4 – Biały pionek · a2 – Biały pionek · b2 – Biały pionek · e2 – Biały pionek · f2 – Biały pionek · g2 – Biały pionek · h2 – Biały pionek · a1 – Biała wieża · b1 – Biały skoczek · c1 – Biały goniec · d1 – Biały hetman · e1 – Biały król · f1 – Biały goniec · g1 – Biały skoczek · h1 – Biała wieża | a8 – Czarna wieża · b8 – Czarny skoczek · c8 – Czarny goniec · d8 – Czarny hetman · e8 – Czarny król · f8 – Czarny goniec · h8 – Czarna wieża · a7 – Czarny pionek · b7 – Czarny pionek · c7 – Czarny pionek · e7 – Czarny pionek · f7 – Czarny pionek · g7 – Czarny pionek · h7 – Czarny pionek · f6 – Czarny skoczek · d5 – Czarny pionek · c4 – Biały pionek · d4 – Biały pionek · a2 – Biały pionek · b2 – Biały pionek · e2 – Biały pionek · f2 – Biały pionek · g2 – Biały pionek · h2 – Biały pionek · a1 – Biała wieża · b1 – Biały skoczek · c1 – Biały goniec · d1 – Biały hetman · e1 – Biały król · f1 – Biały goniec · g1 – Biały skoczek · h1 – Biała wieża | 6 |
| 5 | a8 – Czarna wieża · b8 – Czarny skoczek · c8 – Czarny goniec · d8 – Czarny hetman · e8 – Czarny król · f8 – Czarny goniec · h8 – Czarna wieża · a7 – Czarny pionek · b7 – Czarny pionek · c7 – Czarny pionek · e7 – Czarny pionek · f7 – Czarny pionek · g7 – Czarny pionek · h7 – Czarny pionek · f6 – Czarny skoczek · d5 – Czarny pionek · c4 – Biały pionek · d4 – Biały pionek · a2 – Biały pionek · b2 – Biały pionek · e2 – Biały pionek · f2 – Biały pionek · g2 – Biały pionek · h2 – Biały pionek · a1 – Biała wieża · b1 – Biały skoczek · c1 – Biały goniec · d1 – Biały hetman · e1 – Biały król · f1 – Biały goniec · g1 – Biały skoczek · h1 – Biała wieża | a8 – Czarna wieża · b8 – Czarny skoczek · c8 – Czarny goniec · d8 – Czarny hetman · e8 – Czarny król · f8 – Czarny goniec · h8 – Czarna wieża · a7 – Czarny pionek · b7 – Czarny pionek · c7 – Czarny pionek · e7 – Czarny pionek · f7 – Czarny pionek · g7 – Czarny pionek · h7 – Czarny pionek · f6 – Czarny skoczek · d5 – Czarny pionek · c4 – Biały pionek · d4 – Biały pionek · a2 – Biały pionek · b2 – Biały pionek · e2 – Biały pionek · f2 – Biały pionek · g2 – Biały pionek · h2 – Biały pionek · a1 – Biała wieża · b1 – Biały skoczek · c1 – Biały goniec · d1 – Biały hetman · e1 – Biały król · f1 – Biały goniec · g1 – Biały skoczek · h1 – Biała wieża | a8 – Czarna wieża · b8 – Czarny skoczek · c8 – Czarny goniec · d8 – Czarny hetman · e8 – Czarny król · f8 – Czarny goniec · h8 – Czarna wieża · a7 – Czarny pionek · b7 – Czarny pionek · c7 – Czarny pionek · e7 – Czarny pionek · f7 – Czarny pionek · g7 – Czarny pionek · h7 – Czarny pionek · f6 – Czarny skoczek · d5 – Czarny pionek · c4 – Biały pionek · d4 – Biały pionek · a2 – Biały pionek · b2 – Biały pionek · e2 – Biały pionek · f2 – Biały pionek · g2 – Biały pionek · h2 – Biały pionek · a1 – Biała wieża · b1 – Biały skoczek · c1 – Biały goniec · d1 – Biały hetman · e1 – Biały król · f1 – Biały goniec · g1 – Biały skoczek · h1 – Biała wieża | a8 – Czarna wieża · b8 – Czarny skoczek · c8 – Czarny goniec · d8 – Czarny hetman · e8 – Czarny król · f8 – Czarny goniec · h8 – Czarna wieża · a7 – Czarny pionek · b7 – Czarny pionek · c7 – Czarny pionek · e7 – Czarny pionek · f7 – Czarny pionek · g7 – Czarny pionek · h7 – Czarny pionek · f6 – Czarny skoczek · d5 – Czarny pionek · c4 – Biały pionek · d4 – Biały pionek · a2 – Biały pionek · b2 – Biały pionek · e2 – Biały pionek · f2 – Biały pionek · g2 – Biały pionek · h2 – Biały pionek · a1 – Biała wieża · b1 – Biały skoczek · c1 – Biały goniec · d1 – Biały hetman · e1 – Biały król · f1 – Biały goniec · g1 – Biały skoczek · h1 – Biała wieża | a8 – Czarna wieża · b8 – Czarny skoczek · c8 – Czarny goniec · d8 – Czarny hetman · e8 – Czarny król · f8 – Czarny goniec · h8 – Czarna wieża · a7 – Czarny pionek · b7 – Czarny pionek · c7 – Czarny pionek · e7 – Czarny pionek · f7 – Czarny pionek · g7 – Czarny pionek · h7 – Czarny pionek · f6 – Czarny skoczek · d5 – Czarny pionek · c4 – Biały pionek · d4 – Biały pionek · a2 – Biały pionek · b2 – Biały pionek · e2 – Biały pionek · f2 – Biały pionek · g2 – Biały pionek · h2 – Biały pionek · a1 – Biała wieża · b1 – Biały skoczek · c1 – Biały goniec · d1 – Biały hetman · e1 – Biały król · f1 – Biały goniec · g1 – Biały skoczek · h1 – Biała wieża | a8 – Czarna wieża · b8 – Czarny skoczek · c8 – Czarny goniec · d8 – Czarny hetman · e8 – Czarny król · f8 – Czarny goniec · h8 – Czarna wieża · a7 – Czarny pionek · b7 – Czarny pionek · c7 – Czarny pionek · e7 – Czarny pionek · f7 – Czarny pionek · g7 – Czarny pionek · h7 – Czarny pionek · f6 – Czarny skoczek · d5 – Czarny pionek · c4 – Biały pionek · d4 – Biały pionek · a2 – Biały pionek · b2 – Biały pionek · e2 – Biały pionek · f2 – Biały pionek · g2 – Biały pionek · h2 – Biały pionek · a1 – Biała wieża · b1 – Biały skoczek · c1 – Biały goniec · d1 – Biały hetman · e1 – Biały król · f1 – Biały goniec · g1 – Biały skoczek · h1 – Biała wieża | a8 – Czarna wieża · b8 – Czarny skoczek · c8 – Czarny goniec · d8 – Czarny hetman · e8 – Czarny król · f8 – Czarny goniec · h8 – Czarna wieża · a7 – Czarny pionek · b7 – Czarny pionek · c7 – Czarny pionek · e7 – Czarny pionek · f7 – Czarny pionek · g7 – Czarny pionek · h7 – Czarny pionek · f6 – Czarny skoczek · d5 – Czarny pionek · c4 – Biały pionek · d4 – Biały pionek · a2 – Biały pionek · b2 – Biały pionek · e2 – Biały pionek · f2 – Biały pionek · g2 – Biały pionek · h2 – Biały pionek · a1 – Biała wieża · b1 – Biały skoczek · c1 – Biały goniec · d1 – Biały hetman · e1 – Biały król · f1 – Biały goniec · g1 – Biały skoczek · h1 – Biała wieża | a8 – Czarna wieża · b8 – Czarny skoczek · c8 – Czarny goniec · d8 – Czarny hetman · e8 – Czarny król · f8 – Czarny goniec · h8 – Czarna wieża · a7 – Czarny pionek · b7 – Czarny pionek · c7 – Czarny pionek · e7 – Czarny pionek · f7 – Czarny pionek · g7 – Czarny pionek · h7 – Czarny pionek · f6 – Czarny skoczek · d5 – Czarny pionek · c4 – Biały pionek · d4 – Biały pionek · a2 – Biały pionek · b2 – Biały pionek · e2 – Biały pionek · f2 – Biały pionek · g2 – Biały pionek · h2 – Biały pionek · a1 – Biała wieża · b1 – Biały skoczek · c1 – Biały goniec · d1 – Biały hetman · e1 – Biały król · f1 – Biały goniec · g1 – Biały skoczek · h1 – Biała wieża | 5 |
| 4 | a8 – Czarna wieża · b8 – Czarny skoczek · c8 – Czarny goniec · d8 – Czarny hetman · e8 – Czarny król · f8 – Czarny goniec · h8 – Czarna wieża · a7 – Czarny pionek · b7 – Czarny pionek · c7 – Czarny pionek · e7 – Czarny pionek · f7 – Czarny pionek · g7 – Czarny pionek · h7 – Czarny pionek · f6 – Czarny skoczek · d5 – Czarny pionek · c4 – Biały pionek · d4 – Biały pionek · a2 – Biały pionek · b2 – Biały pionek · e2 – Biały pionek · f2 – Biały pionek · g2 – Biały pionek · h2 – Biały pionek · a1 – Biała wieża · b1 – Biały skoczek · c1 – Biały goniec · d1 – Biały hetman · e1 – Biały król · f1 – Biały goniec · g1 – Biały skoczek · h1 – Biała wieża | a8 – Czarna wieża · b8 – Czarny skoczek · c8 – Czarny goniec · d8 – Czarny hetman · e8 – Czarny król · f8 – Czarny goniec · h8 – Czarna wieża · a7 – Czarny pionek · b7 – Czarny pionek · c7 – Czarny pionek · e7 – Czarny pionek · f7 – Czarny pionek · g7 – Czarny pionek · h7 – Czarny pionek · f6 – Czarny skoczek · d5 – Czarny pionek · c4 – Biały pionek · d4 – Biały pionek · a2 – Biały pionek · b2 – Biały pionek · e2 – Biały pionek · f2 – Biały pionek · g2 – Biały pionek · h2 – Biały pionek · a1 – Biała wieża · b1 – Biały skoczek · c1 – Biały goniec · d1 – Biały hetman · e1 – Biały król · f1 – Biały goniec · g1 – Biały skoczek · h1 – Biała wieża | a8 – Czarna wieża · b8 – Czarny skoczek · c8 – Czarny goniec · d8 – Czarny hetman · e8 – Czarny król · f8 – Czarny goniec · h8 – Czarna wieża · a7 – Czarny pionek · b7 – Czarny pionek · c7 – Czarny pionek · e7 – Czarny pionek · f7 – Czarny pionek · g7 – Czarny pionek · h7 – Czarny pionek · f6 – Czarny skoczek · d5 – Czarny pionek · c4 – Biały pionek · d4 – Biały pionek · a2 – Biały pionek · b2 – Biały pionek · e2 – Biały pionek · f2 – Biały pionek · g2 – Biały pionek · h2 – Biały pionek · a1 – Biała wieża · b1 – Biały skoczek · c1 – Biały goniec · d1 – Biały hetman · e1 – Biały król · f1 – Biały goniec · g1 – Biały skoczek · h1 – Biała wieża | a8 – Czarna wieża · b8 – Czarny skoczek · c8 – Czarny goniec · d8 – Czarny hetman · e8 – Czarny król · f8 – Czarny goniec · h8 – Czarna wieża · a7 – Czarny pionek · b7 – Czarny pionek · c7 – Czarny pionek · e7 – Czarny pionek · f7 – Czarny pionek · g7 – Czarny pionek · h7 – Czarny pionek · f6 – Czarny skoczek · d5 – Czarny pionek · c4 – Biały pionek · d4 – Biały pionek · a2 – Biały pionek · b2 – Biały pionek · e2 – Biały pionek · f2 – Biały pionek · g2 – Biały pionek · h2 – Biały pionek · a1 – Biała wieża · b1 – Biały skoczek · c1 – Biały goniec · d1 – Biały hetman · e1 – Biały król · f1 – Biały goniec · g1 – Biały skoczek · h1 – Biała wieża | a8 – Czarna wieża · b8 – Czarny skoczek · c8 – Czarny goniec · d8 – Czarny hetman · e8 – Czarny król · f8 – Czarny goniec · h8 – Czarna wieża · a7 – Czarny pionek · b7 – Czarny pionek · c7 – Czarny pionek · e7 – Czarny pionek · f7 – Czarny pionek · g7 – Czarny pionek · h7 – Czarny pionek · f6 – Czarny skoczek · d5 – Czarny pionek · c4 – Biały pionek · d4 – Biały pionek · a2 – Biały pionek · b2 – Biały pionek · e2 – Biały pionek · f2 – Biały pionek · g2 – Biały pionek · h2 – Biały pionek · a1 – Biała wieża · b1 – Biały skoczek · c1 – Biały goniec · d1 – Biały hetman · e1 – Biały król · f1 – Biały goniec · g1 – Biały skoczek · h1 – Biała wieża | a8 – Czarna wieża · b8 – Czarny skoczek · c8 – Czarny goniec · d8 – Czarny hetman · e8 – Czarny król · f8 – Czarny goniec · h8 – Czarna wieża · a7 – Czarny pionek · b7 – Czarny pionek · c7 – Czarny pionek · e7 – Czarny pionek · f7 – Czarny pionek · g7 – Czarny pionek · h7 – Czarny pionek · f6 – Czarny skoczek · d5 – Czarny pionek · c4 – Biały pionek · d4 – Biały pionek · a2 – Biały pionek · b2 – Biały pionek · e2 – Biały pionek · f2 – Biały pionek · g2 – Biały pionek · h2 – Biały pionek · a1 – Biała wieża · b1 – Biały skoczek · c1 – Biały goniec · d1 – Biały hetman · e1 – Biały król · f1 – Biały goniec · g1 – Biały skoczek · h1 – Biała wieża | a8 – Czarna wieża · b8 – Czarny skoczek · c8 – Czarny goniec · d8 – Czarny hetman · e8 – Czarny król · f8 – Czarny goniec · h8 – Czarna wieża · a7 – Czarny pionek · b7 – Czarny pionek · c7 – Czarny pionek · e7 – Czarny pionek · f7 – Czarny pionek · g7 – Czarny pionek · h7 – Czarny pionek · f6 – Czarny skoczek · d5 – Czarny pionek · c4 – Biały pionek · d4 – Biały pionek · a2 – Biały pionek · b2 – Biały pionek · e2 – Biały pionek · f2 – Biały pionek · g2 – Biały pionek · h2 – Biały pionek · a1 – Biała wieża · b1 – Biały skoczek · c1 – Biały goniec · d1 – Biały hetman · e1 – Biały król · f1 – Biały goniec · g1 – Biały skoczek · h1 – Biała wieża | a8 – Czarna wieża · b8 – Czarny skoczek · c8 – Czarny goniec · d8 – Czarny hetman · e8 – Czarny król · f8 – Czarny goniec · h8 – Czarna wieża · a7 – Czarny pionek · b7 – Czarny pionek · c7 – Czarny pionek · e7 – Czarny pionek · f7 – Czarny pionek · g7 – Czarny pionek · h7 – Czarny pionek · f6 – Czarny skoczek · d5 – Czarny pionek · c4 – Biały pionek · d4 – Biały pionek · a2 – Biały pionek · b2 – Biały pionek · e2 – Biały pionek · f2 – Biały pionek · g2 – Biały pionek · h2 – Biały pionek · a1 – Biała wieża · b1 – Biały skoczek · c1 – Biały goniec · d1 – Biały hetman · e1 – Biały król · f1 – Biały goniec · g1 – Biały skoczek · h1 – Biała wieża | 4 |
| 3 | a8 – Czarna wieża · b8 – Czarny skoczek · c8 – Czarny goniec · d8 – Czarny hetman · e8 – Czarny król · f8 – Czarny goniec · h8 – Czarna wieża · a7 – Czarny pionek · b7 – Czarny pionek · c7 – Czarny pionek · e7 – Czarny pionek · f7 – Czarny pionek · g7 – Czarny pionek · h7 – Czarny pionek · f6 – Czarny skoczek · d5 – Czarny pionek · c4 – Biały pionek · d4 – Biały pionek · a2 – Biały pionek · b2 – Biały pionek · e2 – Biały pionek · f2 – Biały pionek · g2 – Biały pionek · h2 – Biały pionek · a1 – Biała wieża · b1 – Biały skoczek · c1 – Biały goniec · d1 – Biały hetman · e1 – Biały król · f1 – Biały goniec · g1 – Biały skoczek · h1 – Biała wieża | a8 – Czarna wieża · b8 – Czarny skoczek · c8 – Czarny goniec · d8 – Czarny hetman · e8 – Czarny król · f8 – Czarny goniec · h8 – Czarna wieża · a7 – Czarny pionek · b7 – Czarny pionek · c7 – Czarny pionek · e7 – Czarny pionek · f7 – Czarny pionek · g7 – Czarny pionek · h7 – Czarny pionek · f6 – Czarny skoczek · d5 – Czarny pionek · c4 – Biały pionek · d4 – Biały pionek · a2 – Biały pionek · b2 – Biały pionek · e2 – Biały pionek · f2 – Biały pionek · g2 – Biały pionek · h2 – Biały pionek · a1 – Biała wieża · b1 – Biały skoczek · c1 – Biały goniec · d1 – Biały hetman · e1 – Biały król · f1 – Biały goniec · g1 – Biały skoczek · h1 – Biała wieża | a8 – Czarna wieża · b8 – Czarny skoczek · c8 – Czarny goniec · d8 – Czarny hetman · e8 – Czarny król · f8 – Czarny goniec · h8 – Czarna wieża · a7 – Czarny pionek · b7 – Czarny pionek · c7 – Czarny pionek · e7 – Czarny pionek · f7 – Czarny pionek · g7 – Czarny pionek · h7 – Czarny pionek · f6 – Czarny skoczek · d5 – Czarny pionek · c4 – Biały pionek · d4 – Biały pionek · a2 – Biały pionek · b2 – Biały pionek · e2 – Biały pionek · f2 – Biały pionek · g2 – Biały pionek · h2 – Biały pionek · a1 – Biała wieża · b1 – Biały skoczek · c1 – Biały goniec · d1 – Biały hetman · e1 – Biały król · f1 – Biały goniec · g1 – Biały skoczek · h1 – Biała wieża | a8 – Czarna wieża · b8 – Czarny skoczek · c8 – Czarny goniec · d8 – Czarny hetman · e8 – Czarny król · f8 – Czarny goniec · h8 – Czarna wieża · a7 – Czarny pionek · b7 – Czarny pionek · c7 – Czarny pionek · e7 – Czarny pionek · f7 – Czarny pionek · g7 – Czarny pionek · h7 – Czarny pionek · f6 – Czarny skoczek · d5 – Czarny pionek · c4 – Biały pionek · d4 – Biały pionek · a2 – Biały pionek · b2 – Biały pionek · e2 – Biały pionek · f2 – Biały pionek · g2 – Biały pionek · h2 – Biały pionek · a1 – Biała wieża · b1 – Biały skoczek · c1 – Biały goniec · d1 – Biały hetman · e1 – Biały król · f1 – Biały goniec · g1 – Biały skoczek · h1 – Biała wieża | a8 – Czarna wieża · b8 – Czarny skoczek · c8 – Czarny goniec · d8 – Czarny hetman · e8 – Czarny król · f8 – Czarny goniec · h8 – Czarna wieża · a7 – Czarny pionek · b7 – Czarny pionek · c7 – Czarny pionek · e7 – Czarny pionek · f7 – Czarny pionek · g7 – Czarny pionek · h7 – Czarny pionek · f6 – Czarny skoczek · d5 – Czarny pionek · c4 – Biały pionek · d4 – Biały pionek · a2 – Biały pionek · b2 – Biały pionek · e2 – Biały pionek · f2 – Biały pionek · g2 – Biały pionek · h2 – Biały pionek · a1 – Biała wieża · b1 – Biały skoczek · c1 – Biały goniec · d1 – Biały hetman · e1 – Biały król · f1 – Biały goniec · g1 – Biały skoczek · h1 – Biała wieża | a8 – Czarna wieża · b8 – Czarny skoczek · c8 – Czarny goniec · d8 – Czarny hetman · e8 – Czarny król · f8 – Czarny goniec · h8 – Czarna wieża · a7 – Czarny pionek · b7 – Czarny pionek · c7 – Czarny pionek · e7 – Czarny pionek · f7 – Czarny pionek · g7 – Czarny pionek · h7 – Czarny pionek · f6 – Czarny skoczek · d5 – Czarny pionek · c4 – Biały pionek · d4 – Biały pionek · a2 – Biały pionek · b2 – Biały pionek · e2 – Biały pionek · f2 – Biały pionek · g2 – Biały pionek · h2 – Biały pionek · a1 – Biała wieża · b1 – Biały skoczek · c1 – Biały goniec · d1 – Biały hetman · e1 – Biały król · f1 – Biały goniec · g1 – Biały skoczek · h1 – Biała wieża | a8 – Czarna wieża · b8 – Czarny skoczek · c8 – Czarny goniec · d8 – Czarny hetman · e8 – Czarny król · f8 – Czarny goniec · h8 – Czarna wieża · a7 – Czarny pionek · b7 – Czarny pionek · c7 – Czarny pionek · e7 – Czarny pionek · f7 – Czarny pionek · g7 – Czarny pionek · h7 – Czarny pionek · f6 – Czarny skoczek · d5 – Czarny pionek · c4 – Biały pionek · d4 – Biały pionek · a2 – Biały pionek · b2 – Biały pionek · e2 – Biały pionek · f2 – Biały pionek · g2 – Biały pionek · h2 – Biały pionek · a1 – Biała wieża · b1 – Biały skoczek · c1 – Biały goniec · d1 – Biały hetman · e1 – Biały król · f1 – Biały goniec · g1 – Biały skoczek · h1 – Biała wieża | a8 – Czarna wieża · b8 – Czarny skoczek · c8 – Czarny goniec · d8 – Czarny hetman · e8 – Czarny król · f8 – Czarny goniec · h8 – Czarna wieża · a7 – Czarny pionek · b7 – Czarny pionek · c7 – Czarny pionek · e7 – Czarny pionek · f7 – Czarny pionek · g7 – Czarny pionek · h7 – Czarny pionek · f6 – Czarny skoczek · d5 – Czarny pionek · c4 – Biały pionek · d4 – Biały pionek · a2 – Biały pionek · b2 – Biały pionek · e2 – Biały pionek · f2 – Biały pionek · g2 – Biały pionek · h2 – Biały pionek · a1 – Biała wieża · b1 – Biały skoczek · c1 – Biały goniec · d1 – Biały hetman · e1 – Biały król · f1 – Biały goniec · g1 – Biały skoczek · h1 – Biała wieża | 3 |
| 2 | a8 – Czarna wieża · b8 – Czarny skoczek · c8 – Czarny goniec · d8 – Czarny hetman · e8 – Czarny król · f8 – Czarny goniec · h8 – Czarna wieża · a7 – Czarny pionek · b7 – Czarny pionek · c7 – Czarny pionek · e7 – Czarny pionek · f7 – Czarny pionek · g7 – Czarny pionek · h7 – Czarny pionek · f6 – Czarny skoczek · d5 – Czarny pionek · c4 – Biały pionek · d4 – Biały pionek · a2 – Biały pionek · b2 – Biały pionek · e2 – Biały pionek · f2 – Biały pionek · g2 – Biały pionek · h2 – Biały pionek · a1 – Biała wieża · b1 – Biały skoczek · c1 – Biały goniec · d1 – Biały hetman · e1 – Biały król · f1 – Biały goniec · g1 – Biały skoczek · h1 – Biała wieża | a8 – Czarna wieża · b8 – Czarny skoczek · c8 – Czarny goniec · d8 – Czarny hetman · e8 – Czarny król · f8 – Czarny goniec · h8 – Czarna wieża · a7 – Czarny pionek · b7 – Czarny pionek · c7 – Czarny pionek · e7 – Czarny pionek · f7 – Czarny pionek · g7 – Czarny pionek · h7 – Czarny pionek · f6 – Czarny skoczek · d5 – Czarny pionek · c4 – Biały pionek · d4 – Biały pionek · a2 – Biały pionek · b2 – Biały pionek · e2 – Biały pionek · f2 – Biały pionek · g2 – Biały pionek · h2 – Biały pionek · a1 – Biała wieża · b1 – Biały skoczek · c1 – Biały goniec · d1 – Biały hetman · e1 – Biały król · f1 – Biały goniec · g1 – Biały skoczek · h1 – Biała wieża | a8 – Czarna wieża · b8 – Czarny skoczek · c8 – Czarny goniec · d8 – Czarny hetman · e8 – Czarny król · f8 – Czarny goniec · h8 – Czarna wieża · a7 – Czarny pionek · b7 – Czarny pionek · c7 – Czarny pionek · e7 – Czarny pionek · f7 – Czarny pionek · g7 – Czarny pionek · h7 – Czarny pionek · f6 – Czarny skoczek · d5 – Czarny pionek · c4 – Biały pionek · d4 – Biały pionek · a2 – Biały pionek · b2 – Biały pionek · e2 – Biały pionek · f2 – Biały pionek · g2 – Biały pionek · h2 – Biały pionek · a1 – Biała wieża · b1 – Biały skoczek · c1 – Biały goniec · d1 – Biały hetman · e1 – Biały król · f1 – Biały goniec · g1 – Biały skoczek · h1 – Biała wieża | a8 – Czarna wieża · b8 – Czarny skoczek · c8 – Czarny goniec · d8 – Czarny hetman · e8 – Czarny król · f8 – Czarny goniec · h8 – Czarna wieża · a7 – Czarny pionek · b7 – Czarny pionek · c7 – Czarny pionek · e7 – Czarny pionek · f7 – Czarny pionek · g7 – Czarny pionek · h7 – Czarny pionek · f6 – Czarny skoczek · d5 – Czarny pionek · c4 – Biały pionek · d4 – Biały pionek · a2 – Biały pionek · b2 – Biały pionek · e2 – Biały pionek · f2 – Biały pionek · g2 – Biały pionek · h2 – Biały pionek · a1 – Biała wieża · b1 – Biały skoczek · c1 – Biały goniec · d1 – Biały hetman · e1 – Biały król · f1 – Biały goniec · g1 – Biały skoczek · h1 – Biała wieża | a8 – Czarna wieża · b8 – Czarny skoczek · c8 – Czarny goniec · d8 – Czarny hetman · e8 – Czarny król · f8 – Czarny goniec · h8 – Czarna wieża · a7 – Czarny pionek · b7 – Czarny pionek · c7 – Czarny pionek · e7 – Czarny pionek · f7 – Czarny pionek · g7 – Czarny pionek · h7 – Czarny pionek · f6 – Czarny skoczek · d5 – Czarny pionek · c4 – Biały pionek · d4 – Biały pionek · a2 – Biały pionek · b2 – Biały pionek · e2 – Biały pionek · f2 – Biały pionek · g2 – Biały pionek · h2 – Biały pionek · a1 – Biała wieża · b1 – Biały skoczek · c1 – Biały goniec · d1 – Biały hetman · e1 – Biały król · f1 – Biały goniec · g1 – Biały skoczek · h1 – Biała wieża | a8 – Czarna wieża · b8 – Czarny skoczek · c8 – Czarny goniec · d8 – Czarny hetman · e8 – Czarny król · f8 – Czarny goniec · h8 – Czarna wieża · a7 – Czarny pionek · b7 – Czarny pionek · c7 – Czarny pionek · e7 – Czarny pionek · f7 – Czarny pionek · g7 – Czarny pionek · h7 – Czarny pionek · f6 – Czarny skoczek · d5 – Czarny pionek · c4 – Biały pionek · d4 – Biały pionek · a2 – Biały pionek · b2 – Biały pionek · e2 – Biały pionek · f2 – Biały pionek · g2 – Biały pionek · h2 – Biały pionek · a1 – Biała wieża · b1 – Biały skoczek · c1 – Biały goniec · d1 – Biały hetman · e1 – Biały król · f1 – Biały goniec · g1 – Biały skoczek · h1 – Biała wieża | a8 – Czarna wieża · b8 – Czarny skoczek · c8 – Czarny goniec · d8 – Czarny hetman · e8 – Czarny król · f8 – Czarny goniec · h8 – Czarna wieża · a7 – Czarny pionek · b7 – Czarny pionek · c7 – Czarny pionek · e7 – Czarny pionek · f7 – Czarny pionek · g7 – Czarny pionek · h7 – Czarny pionek · f6 – Czarny skoczek · d5 – Czarny pionek · c4 – Biały pionek · d4 – Biały pionek · a2 – Biały pionek · b2 – Biały pionek · e2 – Biały pionek · f2 – Biały pionek · g2 – Biały pionek · h2 – Biały pionek · a1 – Biała wieża · b1 – Biały skoczek · c1 – Biały goniec · d1 – Biały hetman · e1 – Biały król · f1 – Biały goniec · g1 – Biały skoczek · h1 – Biała wieża | a8 – Czarna wieża · b8 – Czarny skoczek · c8 – Czarny goniec · d8 – Czarny hetman · e8 – Czarny król · f8 – Czarny goniec · h8 – Czarna wieża · a7 – Czarny pionek · b7 – Czarny pionek · c7 – Czarny pionek · e7 – Czarny pionek · f7 – Czarny pionek · g7 – Czarny pionek · h7 – Czarny pionek · f6 – Czarny skoczek · d5 – Czarny pionek · c4 – Biały pionek · d4 – Biały pionek · a2 – Biały pionek · b2 – Biały pionek · e2 – Biały pionek · f2 – Biały pionek · g2 – Biały pionek · h2 – Biały pionek · a1 – Biała wieża · b1 – Biały skoczek · c1 – Biały goniec · d1 – Biały hetman · e1 – Biały król · f1 – Biały goniec · g1 – Biały skoczek · h1 – Biała wieża | 2 |
| 1 | a8 – Czarna wieża · b8 – Czarny skoczek · c8 – Czarny goniec · d8 – Czarny hetman · e8 – Czarny król · f8 – Czarny goniec · h8 – Czarna wieża · a7 – Czarny pionek · b7 – Czarny pionek · c7 – Czarny pionek · e7 – Czarny pionek · f7 – Czarny pionek · g7 – Czarny pionek · h7 – Czarny pionek · f6 – Czarny skoczek · d5 – Czarny pionek · c4 – Biały pionek · d4 – Biały pionek · a2 – Biały pionek · b2 – Biały pionek · e2 – Biały pionek · f2 – Biały pionek · g2 – Biały pionek · h2 – Biały pionek · a1 – Biała wieża · b1 – Biały skoczek · c1 – Biały goniec · d1 – Biały hetman · e1 – Biały król · f1 – Biały goniec · g1 – Biały skoczek · h1 – Biała wieża | a8 – Czarna wieża · b8 – Czarny skoczek · c8 – Czarny goniec · d8 – Czarny hetman · e8 – Czarny król · f8 – Czarny goniec · h8 – Czarna wieża · a7 – Czarny pionek · b7 – Czarny pionek · c7 – Czarny pionek · e7 – Czarny pionek · f7 – Czarny pionek · g7 – Czarny pionek · h7 – Czarny pionek · f6 – Czarny skoczek · d5 – Czarny pionek · c4 – Biały pionek · d4 – Biały pionek · a2 – Biały pionek · b2 – Biały pionek · e2 – Biały pionek · f2 – Biały pionek · g2 – Biały pionek · h2 – Biały pionek · a1 – Biała wieża · b1 – Biały skoczek · c1 – Biały goniec · d1 – Biały hetman · e1 – Biały król · f1 – Biały goniec · g1 – Biały skoczek · h1 – Biała wieża | a8 – Czarna wieża · b8 – Czarny skoczek · c8 – Czarny goniec · d8 – Czarny hetman · e8 – Czarny król · f8 – Czarny goniec · h8 – Czarna wieża · a7 – Czarny pionek · b7 – Czarny pionek · c7 – Czarny pionek · e7 – Czarny pionek · f7 – Czarny pionek · g7 – Czarny pionek · h7 – Czarny pionek · f6 – Czarny skoczek · d5 – Czarny pionek · c4 – Biały pionek · d4 – Biały pionek · a2 – Biały pionek · b2 – Biały pionek · e2 – Biały pionek · f2 – Biały pionek · g2 – Biały pionek · h2 – Biały pionek · a1 – Biała wieża · b1 – Biały skoczek · c1 – Biały goniec · d1 – Biały hetman · e1 – Biały król · f1 – Biały goniec · g1 – Biały skoczek · h1 – Biała wieża | a8 – Czarna wieża · b8 – Czarny skoczek · c8 – Czarny goniec · d8 – Czarny hetman · e8 – Czarny król · f8 – Czarny goniec · h8 – Czarna wieża · a7 – Czarny pionek · b7 – Czarny pionek · c7 – Czarny pionek · e7 – Czarny pionek · f7 – Czarny pionek · g7 – Czarny pionek · h7 – Czarny pionek · f6 – Czarny skoczek · d5 – Czarny pionek · c4 – Biały pionek · d4 – Biały pionek · a2 – Biały pionek · b2 – Biały pionek · e2 – Biały pionek · f2 – Biały pionek · g2 – Biały pionek · h2 – Biały pionek · a1 – Biała wieża · b1 – Biały skoczek · c1 – Biały goniec · d1 – Biały hetman · e1 – Biały król · f1 – Biały goniec · g1 – Biały skoczek · h1 – Biała wieża | a8 – Czarna wieża · b8 – Czarny skoczek · c8 – Czarny goniec · d8 – Czarny hetman · e8 – Czarny król · f8 – Czarny goniec · h8 – Czarna wieża · a7 – Czarny pionek · b7 – Czarny pionek · c7 – Czarny pionek · e7 – Czarny pionek · f7 – Czarny pionek · g7 – Czarny pionek · h7 – Czarny pionek · f6 – Czarny skoczek · d5 – Czarny pionek · c4 – Biały pionek · d4 – Biały pionek · a2 – Biały pionek · b2 – Biały pionek · e2 – Biały pionek · f2 – Biały pionek · g2 – Biały pionek · h2 – Biały pionek · a1 – Biała wieża · b1 – Biały skoczek · c1 – Biały goniec · d1 – Biały hetman · e1 – Biały król · f1 – Biały goniec · g1 – Biały skoczek · h1 – Biała wieża | a8 – Czarna wieża · b8 – Czarny skoczek · c8 – Czarny goniec · d8 – Czarny hetman · e8 – Czarny król · f8 – Czarny goniec · h8 – Czarna wieża · a7 – Czarny pionek · b7 – Czarny pionek · c7 – Czarny pionek · e7 – Czarny pionek · f7 – Czarny pionek · g7 – Czarny pionek · h7 – Czarny pionek · f6 – Czarny skoczek · d5 – Czarny pionek · c4 – Biały pionek · d4 – Biały pionek · a2 – Biały pionek · b2 – Biały pionek · e2 – Biały pionek · f2 – Biały pionek · g2 – Biały pionek · h2 – Biały pionek · a1 – Biała wieża · b1 – Biały skoczek · c1 – Biały goniec · d1 – Biały hetman · e1 – Biały król · f1 – Biały goniec · g1 – Biały skoczek · h1 – Biała wieża | a8 – Czarna wieża · b8 – Czarny skoczek · c8 – Czarny goniec · d8 – Czarny hetman · e8 – Czarny król · f8 – Czarny goniec · h8 – Czarna wieża · a7 – Czarny pionek · b7 – Czarny pionek · c7 – Czarny pionek · e7 – Czarny pionek · f7 – Czarny pionek · g7 – Czarny pionek · h7 – Czarny pionek · f6 – Czarny skoczek · d5 – Czarny pionek · c4 – Biały pionek · d4 – Biały pionek · a2 – Biały pionek · b2 – Biały pionek · e2 – Biały pionek · f2 – Biały pionek · g2 – Biały pionek · h2 – Biały pionek · a1 – Biała wieża · b1 – Biały skoczek · c1 – Biały goniec · d1 – Biały hetman · e1 – Biały król · f1 – Biały goniec · g1 – Biały skoczek · h1 – Biała wieża | a8 – Czarna wieża · b8 – Czarny skoczek · c8 – Czarny goniec · d8 – Czarny hetman · e8 – Czarny król · f8 – Czarny goniec · h8 – Czarna wieża · a7 – Czarny pionek · b7 – Czarny pionek · c7 – Czarny pionek · e7 – Czarny pionek · f7 – Czarny pionek · g7 – Czarny pionek · h7 – Czarny pionek · f6 – Czarny skoczek · d5 – Czarny pionek · c4 – Biały pionek · d4 – Biały pionek · a2 – Biały pionek · b2 – Biały pionek · e2 – Biały pionek · f2 – Biały pionek · g2 – Biały pionek · h2 – Biały pionek · a1 – Biała wieża · b1 – Biały skoczek · c1 – Biały goniec · d1 – Biały hetman · e1 – Biały król · f1 – Biały goniec · g1 – Biały skoczek · h1 – Biała wieża | 1 |
|   | a | b | c | d | e | f | g | h |   |

|   | a | b | c | d | e | f | g | h |   |
| 8 | a8 – Czarna wieża · c8 – Czarny goniec · d8 – Czarny hetman · f8 – Czarna wieża · g8 – Czarny król · c7 – Czarny pionek · e7 – Czarny goniec · f7 – Czarny pionek · g7 – Czarny pionek · h7 – Czarny pionek · a6 – Czarny pionek · c6 – Czarny skoczek · f6 – Czarny skoczek · b5 – Czarny pionek · d5 – Czarny pionek · e5 – Czarny pionek · e4 – Biały pionek · b3 – Biały goniec · c3 – Biały pionek · f3 – Biały skoczek · a2 – Biały pionek · b2 – Biały pionek · d2 – Biały pionek · f2 – Biały pionek · g2 – Biały pionek · h2 – Biały pionek · a1 – Biała wieża · b1 – Biały skoczek · c1 – Biały goniec · d1 – Biały hetman · e1 – Biała wieża · g1 – Biały król | a8 – Czarna wieża · c8 – Czarny goniec · d8 – Czarny hetman · f8 – Czarna wieża · g8 – Czarny król · c7 – Czarny pionek · e7 – Czarny goniec · f7 – Czarny pionek · g7 – Czarny pionek · h7 – Czarny pionek · a6 – Czarny pionek · c6 – Czarny skoczek · f6 – Czarny skoczek · b5 – Czarny pionek · d5 – Czarny pionek · e5 – Czarny pionek · e4 – Biały pionek · b3 – Biały goniec · c3 – Biały pionek · f3 – Biały skoczek · a2 – Biały pionek · b2 – Biały pionek · d2 – Biały pionek · f2 – Biały pionek · g2 – Biały pionek · h2 – Biały pionek · a1 – Biała wieża · b1 – Biały skoczek · c1 – Biały goniec · d1 – Biały hetman · e1 – Biała wieża · g1 – Biały król | a8 – Czarna wieża · c8 – Czarny goniec · d8 – Czarny hetman · f8 – Czarna wieża · g8 – Czarny król · c7 – Czarny pionek · e7 – Czarny goniec · f7 – Czarny pionek · g7 – Czarny pionek · h7 – Czarny pionek · a6 – Czarny pionek · c6 – Czarny skoczek · f6 – Czarny skoczek · b5 – Czarny pionek · d5 – Czarny pionek · e5 – Czarny pionek · e4 – Biały pionek · b3 – Biały goniec · c3 – Biały pionek · f3 – Biały skoczek · a2 – Biały pionek · b2 – Biały pionek · d2 – Biały pionek · f2 – Biały pionek · g2 – Biały pionek · h2 – Biały pionek · a1 – Biała wieża · b1 – Biały skoczek · c1 – Biały goniec · d1 – Biały hetman · e1 – Biała wieża · g1 – Biały król | a8 – Czarna wieża · c8 – Czarny goniec · d8 – Czarny hetman · f8 – Czarna wieża · g8 – Czarny król · c7 – Czarny pionek · e7 – Czarny goniec · f7 – Czarny pionek · g7 – Czarny pionek · h7 – Czarny pionek · a6 – Czarny pionek · c6 – Czarny skoczek · f6 – Czarny skoczek · b5 – Czarny pionek · d5 – Czarny pionek · e5 – Czarny pionek · e4 – Biały pionek · b3 – Biały goniec · c3 – Biały pionek · f3 – Biały skoczek · a2 – Biały pionek · b2 – Biały pionek · d2 – Biały pionek · f2 – Biały pionek · g2 – Biały pionek · h2 – Biały pionek · a1 – Biała wieża · b1 – Biały skoczek · c1 – Biały goniec · d1 – Biały hetman · e1 – Biała wieża · g1 – Biały król | a8 – Czarna wieża · c8 – Czarny goniec · d8 – Czarny hetman · f8 – Czarna wieża · g8 – Czarny król · c7 – Czarny pionek · e7 – Czarny goniec · f7 – Czarny pionek · g7 – Czarny pionek · h7 – Czarny pionek · a6 – Czarny pionek · c6 – Czarny skoczek · f6 – Czarny skoczek · b5 – Czarny pionek · d5 – Czarny pionek · e5 – Czarny pionek · e4 – Biały pionek · b3 – Biały goniec · c3 – Biały pionek · f3 – Biały skoczek · a2 – Biały pionek · b2 – Biały pionek · d2 – Biały pionek · f2 – Biały pionek · g2 – Biały pionek · h2 – Biały pionek · a1 – Biała wieża · b1 – Biały skoczek · c1 – Biały goniec · d1 – Biały hetman · e1 – Biała wieża · g1 – Biały król | a8 – Czarna wieża · c8 – Czarny goniec · d8 – Czarny hetman · f8 – Czarna wieża · g8 – Czarny król · c7 – Czarny pionek · e7 – Czarny goniec · f7 – Czarny pionek · g7 – Czarny pionek · h7 – Czarny pionek · a6 – Czarny pionek · c6 – Czarny skoczek · f6 – Czarny skoczek · b5 – Czarny pionek · d5 – Czarny pionek · e5 – Czarny pionek · e4 – Biały pionek · b3 – Biały goniec · c3 – Biały pionek · f3 – Biały skoczek · a2 – Biały pionek · b2 – Biały pionek · d2 – Biały pionek · f2 – Biały pionek · g2 – Biały pionek · h2 – Biały pionek · a1 – Biała wieża · b1 – Biały skoczek · c1 – Biały goniec · d1 – Biały hetman · e1 – Biała wieża · g1 – Biały król | a8 – Czarna wieża · c8 – Czarny goniec · d8 – Czarny hetman · f8 – Czarna wieża · g8 – Czarny król · c7 – Czarny pionek · e7 – Czarny goniec · f7 – Czarny pionek · g7 – Czarny pionek · h7 – Czarny pionek · a6 – Czarny pionek · c6 – Czarny skoczek · f6 – Czarny skoczek · b5 – Czarny pionek · d5 – Czarny pionek · e5 – Czarny pionek · e4 – Biały pionek · b3 – Biały goniec · c3 – Biały pionek · f3 – Biały skoczek · a2 – Biały pionek · b2 – Biały pionek · d2 – Biały pionek · f2 – Biały pionek · g2 – Biały pionek · h2 – Biały pionek · a1 – Biała wieża · b1 – Biały skoczek · c1 – Biały goniec · d1 – Biały hetman · e1 – Biała wieża · g1 – Biały król | a8 – Czarna wieża · c8 – Czarny goniec · d8 – Czarny hetman · f8 – Czarna wieża · g8 – Czarny król · c7 – Czarny pionek · e7 – Czarny goniec · f7 – Czarny pionek · g7 – Czarny pionek · h7 – Czarny pionek · a6 – Czarny pionek · c6 – Czarny skoczek · f6 – Czarny skoczek · b5 – Czarny pionek · d5 – Czarny pionek · e5 – Czarny pionek · e4 – Biały pionek · b3 – Biały goniec · c3 – Biały pionek · f3 – Biały skoczek · a2 – Biały pionek · b2 – Biały pionek · d2 – Biały pionek · f2 – Biały pionek · g2 – Biały pionek · h2 – Biały pionek · a1 – Biała wieża · b1 – Biały skoczek · c1 – Biały goniec · d1 – Biały hetman · e1 – Biała wieża · g1 – Biały król | 8 |
| 7 | a8 – Czarna wieża · c8 – Czarny goniec · d8 – Czarny hetman · f8 – Czarna wieża · g8 – Czarny król · c7 – Czarny pionek · e7 – Czarny goniec · f7 – Czarny pionek · g7 – Czarny pionek · h7 – Czarny pionek · a6 – Czarny pionek · c6 – Czarny skoczek · f6 – Czarny skoczek · b5 – Czarny pionek · d5 – Czarny pionek · e5 – Czarny pionek · e4 – Biały pionek · b3 – Biały goniec · c3 – Biały pionek · f3 – Biały skoczek · a2 – Biały pionek · b2 – Biały pionek · d2 – Biały pionek · f2 – Biały pionek · g2 – Biały pionek · h2 – Biały pionek · a1 – Biała wieża · b1 – Biały skoczek · c1 – Biały goniec · d1 – Biały hetman · e1 – Biała wieża · g1 – Biały król | a8 – Czarna wieża · c8 – Czarny goniec · d8 – Czarny hetman · f8 – Czarna wieża · g8 – Czarny król · c7 – Czarny pionek · e7 – Czarny goniec · f7 – Czarny pionek · g7 – Czarny pionek · h7 – Czarny pionek · a6 – Czarny pionek · c6 – Czarny skoczek · f6 – Czarny skoczek · b5 – Czarny pionek · d5 – Czarny pionek · e5 – Czarny pionek · e4 – Biały pionek · b3 – Biały goniec · c3 – Biały pionek · f3 – Biały skoczek · a2 – Biały pionek · b2 – Biały pionek · d2 – Biały pionek · f2 – Biały pionek · g2 – Biały pionek · h2 – Biały pionek · a1 – Biała wieża · b1 – Biały skoczek · c1 – Biały goniec · d1 – Biały hetman · e1 – Biała wieża · g1 – Biały król | a8 – Czarna wieża · c8 – Czarny goniec · d8 – Czarny hetman · f8 – Czarna wieża · g8 – Czarny król · c7 – Czarny pionek · e7 – Czarny goniec · f7 – Czarny pionek · g7 – Czarny pionek · h7 – Czarny pionek · a6 – Czarny pionek · c6 – Czarny skoczek · f6 – Czarny skoczek · b5 – Czarny pionek · d5 – Czarny pionek · e5 – Czarny pionek · e4 – Biały pionek · b3 – Biały goniec · c3 – Biały pionek · f3 – Biały skoczek · a2 – Biały pionek · b2 – Biały pionek · d2 – Biały pionek · f2 – Biały pionek · g2 – Biały pionek · h2 – Biały pionek · a1 – Biała wieża · b1 – Biały skoczek · c1 – Biały goniec · d1 – Biały hetman · e1 – Biała wieża · g1 – Biały król | a8 – Czarna wieża · c8 – Czarny goniec · d8 – Czarny hetman · f8 – Czarna wieża · g8 – Czarny król · c7 – Czarny pionek · e7 – Czarny goniec · f7 – Czarny pionek · g7 – Czarny pionek · h7 – Czarny pionek · a6 – Czarny pionek · c6 – Czarny skoczek · f6 – Czarny skoczek · b5 – Czarny pionek · d5 – Czarny pionek · e5 – Czarny pionek · e4 – Biały pionek · b3 – Biały goniec · c3 – Biały pionek · f3 – Biały skoczek · a2 – Biały pionek · b2 – Biały pionek · d2 – Biały pionek · f2 – Biały pionek · g2 – Biały pionek · h2 – Biały pionek · a1 – Biała wieża · b1 – Biały skoczek · c1 – Biały goniec · d1 – Biały hetman · e1 – Biała wieża · g1 – Biały król | a8 – Czarna wieża · c8 – Czarny goniec · d8 – Czarny hetman · f8 – Czarna wieża · g8 – Czarny król · c7 – Czarny pionek · e7 – Czarny goniec · f7 – Czarny pionek · g7 – Czarny pionek · h7 – Czarny pionek · a6 – Czarny pionek · c6 – Czarny skoczek · f6 – Czarny skoczek · b5 – Czarny pionek · d5 – Czarny pionek · e5 – Czarny pionek · e4 – Biały pionek · b3 – Biały goniec · c3 – Biały pionek · f3 – Biały skoczek · a2 – Biały pionek · b2 – Biały pionek · d2 – Biały pionek · f2 – Biały pionek · g2 – Biały pionek · h2 – Biały pionek · a1 – Biała wieża · b1 – Biały skoczek · c1 – Biały goniec · d1 – Biały hetman · e1 – Biała wieża · g1 – Biały król | a8 – Czarna wieża · c8 – Czarny goniec · d8 – Czarny hetman · f8 – Czarna wieża · g8 – Czarny król · c7 – Czarny pionek · e7 – Czarny goniec · f7 – Czarny pionek · g7 – Czarny pionek · h7 – Czarny pionek · a6 – Czarny pionek · c6 – Czarny skoczek · f6 – Czarny skoczek · b5 – Czarny pionek · d5 – Czarny pionek · e5 – Czarny pionek · e4 – Biały pionek · b3 – Biały goniec · c3 – Biały pionek · f3 – Biały skoczek · a2 – Biały pionek · b2 – Biały pionek · d2 – Biały pionek · f2 – Biały pionek · g2 – Biały pionek · h2 – Biały pionek · a1 – Biała wieża · b1 – Biały skoczek · c1 – Biały goniec · d1 – Biały hetman · e1 – Biała wieża · g1 – Biały król | a8 – Czarna wieża · c8 – Czarny goniec · d8 – Czarny hetman · f8 – Czarna wieża · g8 – Czarny król · c7 – Czarny pionek · e7 – Czarny goniec · f7 – Czarny pionek · g7 – Czarny pionek · h7 – Czarny pionek · a6 – Czarny pionek · c6 – Czarny skoczek · f6 – Czarny skoczek · b5 – Czarny pionek · d5 – Czarny pionek · e5 – Czarny pionek · e4 – Biały pionek · b3 – Biały goniec · c3 – Biały pionek · f3 – Biały skoczek · a2 – Biały pionek · b2 – Biały pionek · d2 – Biały pionek · f2 – Biały pionek · g2 – Biały pionek · h2 – Biały pionek · a1 – Biała wieża · b1 – Biały skoczek · c1 – Biały goniec · d1 – Biały hetman · e1 – Biała wieża · g1 – Biały król | a8 – Czarna wieża · c8 – Czarny goniec · d8 – Czarny hetman · f8 – Czarna wieża · g8 – Czarny król · c7 – Czarny pionek · e7 – Czarny goniec · f7 – Czarny pionek · g7 – Czarny pionek · h7 – Czarny pionek · a6 – Czarny pionek · c6 – Czarny skoczek · f6 – Czarny skoczek · b5 – Czarny pionek · d5 – Czarny pionek · e5 – Czarny pionek · e4 – Biały pionek · b3 – Biały goniec · c3 – Biały pionek · f3 – Biały skoczek · a2 – Biały pionek · b2 – Biały pionek · d2 – Biały pionek · f2 – Biały pionek · g2 – Biały pionek · h2 – Biały pionek · a1 – Biała wieża · b1 – Biały skoczek · c1 – Biały goniec · d1 – Biały hetman · e1 – Biała wieża · g1 – Biały król | 7 |
| 6 | a8 – Czarna wieża · c8 – Czarny goniec · d8 – Czarny hetman · f8 – Czarna wieża · g8 – Czarny król · c7 – Czarny pionek · e7 – Czarny goniec · f7 – Czarny pionek · g7 – Czarny pionek · h7 – Czarny pionek · a6 – Czarny pionek · c6 – Czarny skoczek · f6 – Czarny skoczek · b5 – Czarny pionek · d5 – Czarny pionek · e5 – Czarny pionek · e4 – Biały pionek · b3 – Biały goniec · c3 – Biały pionek · f3 – Biały skoczek · a2 – Biały pionek · b2 – Biały pionek · d2 – Biały pionek · f2 – Biały pionek · g2 – Biały pionek · h2 – Biały pionek · a1 – Biała wieża · b1 – Biały skoczek · c1 – Biały goniec · d1 – Biały hetman · e1 – Biała wieża · g1 – Biały król | a8 – Czarna wieża · c8 – Czarny goniec · d8 – Czarny hetman · f8 – Czarna wieża · g8 – Czarny król · c7 – Czarny pionek · e7 – Czarny goniec · f7 – Czarny pionek · g7 – Czarny pionek · h7 – Czarny pionek · a6 – Czarny pionek · c6 – Czarny skoczek · f6 – Czarny skoczek · b5 – Czarny pionek · d5 – Czarny pionek · e5 – Czarny pionek · e4 – Biały pionek · b3 – Biały goniec · c3 – Biały pionek · f3 – Biały skoczek · a2 – Biały pionek · b2 – Biały pionek · d2 – Biały pionek · f2 – Biały pionek · g2 – Biały pionek · h2 – Biały pionek · a1 – Biała wieża · b1 – Biały skoczek · c1 – Biały goniec · d1 – Biały hetman · e1 – Biała wieża · g1 – Biały król | a8 – Czarna wieża · c8 – Czarny goniec · d8 – Czarny hetman · f8 – Czarna wieża · g8 – Czarny król · c7 – Czarny pionek · e7 – Czarny goniec · f7 – Czarny pionek · g7 – Czarny pionek · h7 – Czarny pionek · a6 – Czarny pionek · c6 – Czarny skoczek · f6 – Czarny skoczek · b5 – Czarny pionek · d5 – Czarny pionek · e5 – Czarny pionek · e4 – Biały pionek · b3 – Biały goniec · c3 – Biały pionek · f3 – Biały skoczek · a2 – Biały pionek · b2 – Biały pionek · d2 – Biały pionek · f2 – Biały pionek · g2 – Biały pionek · h2 – Biały pionek · a1 – Biała wieża · b1 – Biały skoczek · c1 – Biały goniec · d1 – Biały hetman · e1 – Biała wieża · g1 – Biały król | a8 – Czarna wieża · c8 – Czarny goniec · d8 – Czarny hetman · f8 – Czarna wieża · g8 – Czarny król · c7 – Czarny pionek · e7 – Czarny goniec · f7 – Czarny pionek · g7 – Czarny pionek · h7 – Czarny pionek · a6 – Czarny pionek · c6 – Czarny skoczek · f6 – Czarny skoczek · b5 – Czarny pionek · d5 – Czarny pionek · e5 – Czarny pionek · e4 – Biały pionek · b3 – Biały goniec · c3 – Biały pionek · f3 – Biały skoczek · a2 – Biały pionek · b2 – Biały pionek · d2 – Biały pionek · f2 – Biały pionek · g2 – Biały pionek · h2 – Biały pionek · a1 – Biała wieża · b1 – Biały skoczek · c1 – Biały goniec · d1 – Biały hetman · e1 – Biała wieża · g1 – Biały król | a8 – Czarna wieża · c8 – Czarny goniec · d8 – Czarny hetman · f8 – Czarna wieża · g8 – Czarny król · c7 – Czarny pionek · e7 – Czarny goniec · f7 – Czarny pionek · g7 – Czarny pionek · h7 – Czarny pionek · a6 – Czarny pionek · c6 – Czarny skoczek · f6 – Czarny skoczek · b5 – Czarny pionek · d5 – Czarny pionek · e5 – Czarny pionek · e4 – Biały pionek · b3 – Biały goniec · c3 – Biały pionek · f3 – Biały skoczek · a2 – Biały pionek · b2 – Biały pionek · d2 – Biały pionek · f2 – Biały pionek · g2 – Biały pionek · h2 – Biały pionek · a1 – Biała wieża · b1 – Biały skoczek · c1 – Biały goniec · d1 – Biały hetman · e1 – Biała wieża · g1 – Biały król | a8 – Czarna wieża · c8 – Czarny goniec · d8 – Czarny hetman · f8 – Czarna wieża · g8 – Czarny król · c7 – Czarny pionek · e7 – Czarny goniec · f7 – Czarny pionek · g7 – Czarny pionek · h7 – Czarny pionek · a6 – Czarny pionek · c6 – Czarny skoczek · f6 – Czarny skoczek · b5 – Czarny pionek · d5 – Czarny pionek · e5 – Czarny pionek · e4 – Biały pionek · b3 – Biały goniec · c3 – Biały pionek · f3 – Biały skoczek · a2 – Biały pionek · b2 – Biały pionek · d2 – Biały pionek · f2 – Biały pionek · g2 – Biały pionek · h2 – Biały pionek · a1 – Biała wieża · b1 – Biały skoczek · c1 – Biały goniec · d1 – Biały hetman · e1 – Biała wieża · g1 – Biały król | a8 – Czarna wieża · c8 – Czarny goniec · d8 – Czarny hetman · f8 – Czarna wieża · g8 – Czarny król · c7 – Czarny pionek · e7 – Czarny goniec · f7 – Czarny pionek · g7 – Czarny pionek · h7 – Czarny pionek · a6 – Czarny pionek · c6 – Czarny skoczek · f6 – Czarny skoczek · b5 – Czarny pionek · d5 – Czarny pionek · e5 – Czarny pionek · e4 – Biały pionek · b3 – Biały goniec · c3 – Biały pionek · f3 – Biały skoczek · a2 – Biały pionek · b2 – Biały pionek · d2 – Biały pionek · f2 – Biały pionek · g2 – Biały pionek · h2 – Biały pionek · a1 – Biała wieża · b1 – Biały skoczek · c1 – Biały goniec · d1 – Biały hetman · e1 – Biała wieża · g1 – Biały król | a8 – Czarna wieża · c8 – Czarny goniec · d8 – Czarny hetman · f8 – Czarna wieża · g8 – Czarny król · c7 – Czarny pionek · e7 – Czarny goniec · f7 – Czarny pionek · g7 – Czarny pionek · h7 – Czarny pionek · a6 – Czarny pionek · c6 – Czarny skoczek · f6 – Czarny skoczek · b5 – Czarny pionek · d5 – Czarny pionek · e5 – Czarny pionek · e4 – Biały pionek · b3 – Biały goniec · c3 – Biały pionek · f3 – Biały skoczek · a2 – Biały pionek · b2 – Biały pionek · d2 – Biały pionek · f2 – Biały pionek · g2 – Biały pionek · h2 – Biały pionek · a1 – Biała wieża · b1 – Biały skoczek · c1 – Biały goniec · d1 – Biały hetman · e1 – Biała wieża · g1 – Biały król | 6 |
| 5 | a8 – Czarna wieża · c8 – Czarny goniec · d8 – Czarny hetman · f8 – Czarna wieża · g8 – Czarny król · c7 – Czarny pionek · e7 – Czarny goniec · f7 – Czarny pionek · g7 – Czarny pionek · h7 – Czarny pionek · a6 – Czarny pionek · c6 – Czarny skoczek · f6 – Czarny skoczek · b5 – Czarny pionek · d5 – Czarny pionek · e5 – Czarny pionek · e4 – Biały pionek · b3 – Biały goniec · c3 – Biały pionek · f3 – Biały skoczek · a2 – Biały pionek · b2 – Biały pionek · d2 – Biały pionek · f2 – Biały pionek · g2 – Biały pionek · h2 – Biały pionek · a1 – Biała wieża · b1 – Biały skoczek · c1 – Biały goniec · d1 – Biały hetman · e1 – Biała wieża · g1 – Biały król | a8 – Czarna wieża · c8 – Czarny goniec · d8 – Czarny hetman · f8 – Czarna wieża · g8 – Czarny król · c7 – Czarny pionek · e7 – Czarny goniec · f7 – Czarny pionek · g7 – Czarny pionek · h7 – Czarny pionek · a6 – Czarny pionek · c6 – Czarny skoczek · f6 – Czarny skoczek · b5 – Czarny pionek · d5 – Czarny pionek · e5 – Czarny pionek · e4 – Biały pionek · b3 – Biały goniec · c3 – Biały pionek · f3 – Biały skoczek · a2 – Biały pionek · b2 – Biały pionek · d2 – Biały pionek · f2 – Biały pionek · g2 – Biały pionek · h2 – Biały pionek · a1 – Biała wieża · b1 – Biały skoczek · c1 – Biały goniec · d1 – Biały hetman · e1 – Biała wieża · g1 – Biały król | a8 – Czarna wieża · c8 – Czarny goniec · d8 – Czarny hetman · f8 – Czarna wieża · g8 – Czarny król · c7 – Czarny pionek · e7 – Czarny goniec · f7 – Czarny pionek · g7 – Czarny pionek · h7 – Czarny pionek · a6 – Czarny pionek · c6 – Czarny skoczek · f6 – Czarny skoczek · b5 – Czarny pionek · d5 – Czarny pionek · e5 – Czarny pionek · e4 – Biały pionek · b3 – Biały goniec · c3 – Biały pionek · f3 – Biały skoczek · a2 – Biały pionek · b2 – Biały pionek · d2 – Biały pionek · f2 – Biały pionek · g2 – Biały pionek · h2 – Biały pionek · a1 – Biała wieża · b1 – Biały skoczek · c1 – Biały goniec · d1 – Biały hetman · e1 – Biała wieża · g1 – Biały król | a8 – Czarna wieża · c8 – Czarny goniec · d8 – Czarny hetman · f8 – Czarna wieża · g8 – Czarny król · c7 – Czarny pionek · e7 – Czarny goniec · f7 – Czarny pionek · g7 – Czarny pionek · h7 – Czarny pionek · a6 – Czarny pionek · c6 – Czarny skoczek · f6 – Czarny skoczek · b5 – Czarny pionek · d5 – Czarny pionek · e5 – Czarny pionek · e4 – Biały pionek · b3 – Biały goniec · c3 – Biały pionek · f3 – Biały skoczek · a2 – Biały pionek · b2 – Biały pionek · d2 – Biały pionek · f2 – Biały pionek · g2 – Biały pionek · h2 – Biały pionek · a1 – Biała wieża · b1 – Biały skoczek · c1 – Biały goniec · d1 – Biały hetman · e1 – Biała wieża · g1 – Biały król | a8 – Czarna wieża · c8 – Czarny goniec · d8 – Czarny hetman · f8 – Czarna wieża · g8 – Czarny król · c7 – Czarny pionek · e7 – Czarny goniec · f7 – Czarny pionek · g7 – Czarny pionek · h7 – Czarny pionek · a6 – Czarny pionek · c6 – Czarny skoczek · f6 – Czarny skoczek · b5 – Czarny pionek · d5 – Czarny pionek · e5 – Czarny pionek · e4 – Biały pionek · b3 – Biały goniec · c3 – Biały pionek · f3 – Biały skoczek · a2 – Biały pionek · b2 – Biały pionek · d2 – Biały pionek · f2 – Biały pionek · g2 – Biały pionek · h2 – Biały pionek · a1 – Biała wieża · b1 – Biały skoczek · c1 – Biały goniec · d1 – Biały hetman · e1 – Biała wieża · g1 – Biały król | a8 – Czarna wieża · c8 – Czarny goniec · d8 – Czarny hetman · f8 – Czarna wieża · g8 – Czarny król · c7 – Czarny pionek · e7 – Czarny goniec · f7 – Czarny pionek · g7 – Czarny pionek · h7 – Czarny pionek · a6 – Czarny pionek · c6 – Czarny skoczek · f6 – Czarny skoczek · b5 – Czarny pionek · d5 – Czarny pionek · e5 – Czarny pionek · e4 – Biały pionek · b3 – Biały goniec · c3 – Biały pionek · f3 – Biały skoczek · a2 – Biały pionek · b2 – Biały pionek · d2 – Biały pionek · f2 – Biały pionek · g2 – Biały pionek · h2 – Biały pionek · a1 – Biała wieża · b1 – Biały skoczek · c1 – Biały goniec · d1 – Biały hetman · e1 – Biała wieża · g1 – Biały król | a8 – Czarna wieża · c8 – Czarny goniec · d8 – Czarny hetman · f8 – Czarna wieża · g8 – Czarny król · c7 – Czarny pionek · e7 – Czarny goniec · f7 – Czarny pionek · g7 – Czarny pionek · h7 – Czarny pionek · a6 – Czarny pionek · c6 – Czarny skoczek · f6 – Czarny skoczek · b5 – Czarny pionek · d5 – Czarny pionek · e5 – Czarny pionek · e4 – Biały pionek · b3 – Biały goniec · c3 – Biały pionek · f3 – Biały skoczek · a2 – Biały pionek · b2 – Biały pionek · d2 – Biały pionek · f2 – Biały pionek · g2 – Biały pionek · h2 – Biały pionek · a1 – Biała wieża · b1 – Biały skoczek · c1 – Biały goniec · d1 – Biały hetman · e1 – Biała wieża · g1 – Biały król | a8 – Czarna wieża · c8 – Czarny goniec · d8 – Czarny hetman · f8 – Czarna wieża · g8 – Czarny król · c7 – Czarny pionek · e7 – Czarny goniec · f7 – Czarny pionek · g7 – Czarny pionek · h7 – Czarny pionek · a6 – Czarny pionek · c6 – Czarny skoczek · f6 – Czarny skoczek · b5 – Czarny pionek · d5 – Czarny pionek · e5 – Czarny pionek · e4 – Biały pionek · b3 – Biały goniec · c3 – Biały pionek · f3 – Biały skoczek · a2 – Biały pionek · b2 – Biały pionek · d2 – Biały pionek · f2 – Biały pionek · g2 – Biały pionek · h2 – Biały pionek · a1 – Biała wieża · b1 – Biały skoczek · c1 – Biały goniec · d1 – Biały hetman · e1 – Biała wieża · g1 – Biały król | 5 |
| 4 | a8 – Czarna wieża · c8 – Czarny goniec · d8 – Czarny hetman · f8 – Czarna wieża · g8 – Czarny król · c7 – Czarny pionek · e7 – Czarny goniec · f7 – Czarny pionek · g7 – Czarny pionek · h7 – Czarny pionek · a6 – Czarny pionek · c6 – Czarny skoczek · f6 – Czarny skoczek · b5 – Czarny pionek · d5 – Czarny pionek · e5 – Czarny pionek · e4 – Biały pionek · b3 – Biały goniec · c3 – Biały pionek · f3 – Biały skoczek · a2 – Biały pionek · b2 – Biały pionek · d2 – Biały pionek · f2 – Biały pionek · g2 – Biały pionek · h2 – Biały pionek · a1 – Biała wieża · b1 – Biały skoczek · c1 – Biały goniec · d1 – Biały hetman · e1 – Biała wieża · g1 – Biały król | a8 – Czarna wieża · c8 – Czarny goniec · d8 – Czarny hetman · f8 – Czarna wieża · g8 – Czarny król · c7 – Czarny pionek · e7 – Czarny goniec · f7 – Czarny pionek · g7 – Czarny pionek · h7 – Czarny pionek · a6 – Czarny pionek · c6 – Czarny skoczek · f6 – Czarny skoczek · b5 – Czarny pionek · d5 – Czarny pionek · e5 – Czarny pionek · e4 – Biały pionek · b3 – Biały goniec · c3 – Biały pionek · f3 – Biały skoczek · a2 – Biały pionek · b2 – Biały pionek · d2 – Biały pionek · f2 – Biały pionek · g2 – Biały pionek · h2 – Biały pionek · a1 – Biała wieża · b1 – Biały skoczek · c1 – Biały goniec · d1 – Biały hetman · e1 – Biała wieża · g1 – Biały król | a8 – Czarna wieża · c8 – Czarny goniec · d8 – Czarny hetman · f8 – Czarna wieża · g8 – Czarny król · c7 – Czarny pionek · e7 – Czarny goniec · f7 – Czarny pionek · g7 – Czarny pionek · h7 – Czarny pionek · a6 – Czarny pionek · c6 – Czarny skoczek · f6 – Czarny skoczek · b5 – Czarny pionek · d5 – Czarny pionek · e5 – Czarny pionek · e4 – Biały pionek · b3 – Biały goniec · c3 – Biały pionek · f3 – Biały skoczek · a2 – Biały pionek · b2 – Biały pionek · d2 – Biały pionek · f2 – Biały pionek · g2 – Biały pionek · h2 – Biały pionek · a1 – Biała wieża · b1 – Biały skoczek · c1 – Biały goniec · d1 – Biały hetman · e1 – Biała wieża · g1 – Biały król | a8 – Czarna wieża · c8 – Czarny goniec · d8 – Czarny hetman · f8 – Czarna wieża · g8 – Czarny król · c7 – Czarny pionek · e7 – Czarny goniec · f7 – Czarny pionek · g7 – Czarny pionek · h7 – Czarny pionek · a6 – Czarny pionek · c6 – Czarny skoczek · f6 – Czarny skoczek · b5 – Czarny pionek · d5 – Czarny pionek · e5 – Czarny pionek · e4 – Biały pionek · b3 – Biały goniec · c3 – Biały pionek · f3 – Biały skoczek · a2 – Biały pionek · b2 – Biały pionek · d2 – Biały pionek · f2 – Biały pionek · g2 – Biały pionek · h2 – Biały pionek · a1 – Biała wieża · b1 – Biały skoczek · c1 – Biały goniec · d1 – Biały hetman · e1 – Biała wieża · g1 – Biały król | a8 – Czarna wieża · c8 – Czarny goniec · d8 – Czarny hetman · f8 – Czarna wieża · g8 – Czarny król · c7 – Czarny pionek · e7 – Czarny goniec · f7 – Czarny pionek · g7 – Czarny pionek · h7 – Czarny pionek · a6 – Czarny pionek · c6 – Czarny skoczek · f6 – Czarny skoczek · b5 – Czarny pionek · d5 – Czarny pionek · e5 – Czarny pionek · e4 – Biały pionek · b3 – Biały goniec · c3 – Biały pionek · f3 – Biały skoczek · a2 – Biały pionek · b2 – Biały pionek · d2 – Biały pionek · f2 – Biały pionek · g2 – Biały pionek · h2 – Biały pionek · a1 – Biała wieża · b1 – Biały skoczek · c1 – Biały goniec · d1 – Biały hetman · e1 – Biała wieża · g1 – Biały król | a8 – Czarna wieża · c8 – Czarny goniec · d8 – Czarny hetman · f8 – Czarna wieża · g8 – Czarny król · c7 – Czarny pionek · e7 – Czarny goniec · f7 – Czarny pionek · g7 – Czarny pionek · h7 – Czarny pionek · a6 – Czarny pionek · c6 – Czarny skoczek · f6 – Czarny skoczek · b5 – Czarny pionek · d5 – Czarny pionek · e5 – Czarny pionek · e4 – Biały pionek · b3 – Biały goniec · c3 – Biały pionek · f3 – Biały skoczek · a2 – Biały pionek · b2 – Biały pionek · d2 – Biały pionek · f2 – Biały pionek · g2 – Biały pionek · h2 – Biały pionek · a1 – Biała wieża · b1 – Biały skoczek · c1 – Biały goniec · d1 – Biały hetman · e1 – Biała wieża · g1 – Biały król | a8 – Czarna wieża · c8 – Czarny goniec · d8 – Czarny hetman · f8 – Czarna wieża · g8 – Czarny król · c7 – Czarny pionek · e7 – Czarny goniec · f7 – Czarny pionek · g7 – Czarny pionek · h7 – Czarny pionek · a6 – Czarny pionek · c6 – Czarny skoczek · f6 – Czarny skoczek · b5 – Czarny pionek · d5 – Czarny pionek · e5 – Czarny pionek · e4 – Biały pionek · b3 – Biały goniec · c3 – Biały pionek · f3 – Biały skoczek · a2 – Biały pionek · b2 – Biały pionek · d2 – Biały pionek · f2 – Biały pionek · g2 – Biały pionek · h2 – Biały pionek · a1 – Biała wieża · b1 – Biały skoczek · c1 – Biały goniec · d1 – Biały hetman · e1 – Biała wieża · g1 – Biały król | a8 – Czarna wieża · c8 – Czarny goniec · d8 – Czarny hetman · f8 – Czarna wieża · g8 – Czarny król · c7 – Czarny pionek · e7 – Czarny goniec · f7 – Czarny pionek · g7 – Czarny pionek · h7 – Czarny pionek · a6 – Czarny pionek · c6 – Czarny skoczek · f6 – Czarny skoczek · b5 – Czarny pionek · d5 – Czarny pionek · e5 – Czarny pionek · e4 – Biały pionek · b3 – Biały goniec · c3 – Biały pionek · f3 – Biały skoczek · a2 – Biały pionek · b2 – Biały pionek · d2 – Biały pionek · f2 – Biały pionek · g2 – Biały pionek · h2 – Biały pionek · a1 – Biała wieża · b1 – Biały skoczek · c1 – Biały goniec · d1 – Biały hetman · e1 – Biała wieża · g1 – Biały król | 4 |
| 3 | a8 – Czarna wieża · c8 – Czarny goniec · d8 – Czarny hetman · f8 – Czarna wieża · g8 – Czarny król · c7 – Czarny pionek · e7 – Czarny goniec · f7 – Czarny pionek · g7 – Czarny pionek · h7 – Czarny pionek · a6 – Czarny pionek · c6 – Czarny skoczek · f6 – Czarny skoczek · b5 – Czarny pionek · d5 – Czarny pionek · e5 – Czarny pionek · e4 – Biały pionek · b3 – Biały goniec · c3 – Biały pionek · f3 – Biały skoczek · a2 – Biały pionek · b2 – Biały pionek · d2 – Biały pionek · f2 – Biały pionek · g2 – Biały pionek · h2 – Biały pionek · a1 – Biała wieża · b1 – Biały skoczek · c1 – Biały goniec · d1 – Biały hetman · e1 – Biała wieża · g1 – Biały król | a8 – Czarna wieża · c8 – Czarny goniec · d8 – Czarny hetman · f8 – Czarna wieża · g8 – Czarny król · c7 – Czarny pionek · e7 – Czarny goniec · f7 – Czarny pionek · g7 – Czarny pionek · h7 – Czarny pionek · a6 – Czarny pionek · c6 – Czarny skoczek · f6 – Czarny skoczek · b5 – Czarny pionek · d5 – Czarny pionek · e5 – Czarny pionek · e4 – Biały pionek · b3 – Biały goniec · c3 – Biały pionek · f3 – Biały skoczek · a2 – Biały pionek · b2 – Biały pionek · d2 – Biały pionek · f2 – Biały pionek · g2 – Biały pionek · h2 – Biały pionek · a1 – Biała wieża · b1 – Biały skoczek · c1 – Biały goniec · d1 – Biały hetman · e1 – Biała wieża · g1 – Biały król | a8 – Czarna wieża · c8 – Czarny goniec · d8 – Czarny hetman · f8 – Czarna wieża · g8 – Czarny król · c7 – Czarny pionek · e7 – Czarny goniec · f7 – Czarny pionek · g7 – Czarny pionek · h7 – Czarny pionek · a6 – Czarny pionek · c6 – Czarny skoczek · f6 – Czarny skoczek · b5 – Czarny pionek · d5 – Czarny pionek · e5 – Czarny pionek · e4 – Biały pionek · b3 – Biały goniec · c3 – Biały pionek · f3 – Biały skoczek · a2 – Biały pionek · b2 – Biały pionek · d2 – Biały pionek · f2 – Biały pionek · g2 – Biały pionek · h2 – Biały pionek · a1 – Biała wieża · b1 – Biały skoczek · c1 – Biały goniec · d1 – Biały hetman · e1 – Biała wieża · g1 – Biały król | a8 – Czarna wieża · c8 – Czarny goniec · d8 – Czarny hetman · f8 – Czarna wieża · g8 – Czarny król · c7 – Czarny pionek · e7 – Czarny goniec · f7 – Czarny pionek · g7 – Czarny pionek · h7 – Czarny pionek · a6 – Czarny pionek · c6 – Czarny skoczek · f6 – Czarny skoczek · b5 – Czarny pionek · d5 – Czarny pionek · e5 – Czarny pionek · e4 – Biały pionek · b3 – Biały goniec · c3 – Biały pionek · f3 – Biały skoczek · a2 – Biały pionek · b2 – Biały pionek · d2 – Biały pionek · f2 – Biały pionek · g2 – Biały pionek · h2 – Biały pionek · a1 – Biała wieża · b1 – Biały skoczek · c1 – Biały goniec · d1 – Biały hetman · e1 – Biała wieża · g1 – Biały król | a8 – Czarna wieża · c8 – Czarny goniec · d8 – Czarny hetman · f8 – Czarna wieża · g8 – Czarny król · c7 – Czarny pionek · e7 – Czarny goniec · f7 – Czarny pionek · g7 – Czarny pionek · h7 – Czarny pionek · a6 – Czarny pionek · c6 – Czarny skoczek · f6 – Czarny skoczek · b5 – Czarny pionek · d5 – Czarny pionek · e5 – Czarny pionek · e4 – Biały pionek · b3 – Biały goniec · c3 – Biały pionek · f3 – Biały skoczek · a2 – Biały pionek · b2 – Biały pionek · d2 – Biały pionek · f2 – Biały pionek · g2 – Biały pionek · h2 – Biały pionek · a1 – Biała wieża · b1 – Biały skoczek · c1 – Biały goniec · d1 – Biały hetman · e1 – Biała wieża · g1 – Biały król | a8 – Czarna wieża · c8 – Czarny goniec · d8 – Czarny hetman · f8 – Czarna wieża · g8 – Czarny król · c7 – Czarny pionek · e7 – Czarny goniec · f7 – Czarny pionek · g7 – Czarny pionek · h7 – Czarny pionek · a6 – Czarny pionek · c6 – Czarny skoczek · f6 – Czarny skoczek · b5 – Czarny pionek · d5 – Czarny pionek · e5 – Czarny pionek · e4 – Biały pionek · b3 – Biały goniec · c3 – Biały pionek · f3 – Biały skoczek · a2 – Biały pionek · b2 – Biały pionek · d2 – Biały pionek · f2 – Biały pionek · g2 – Biały pionek · h2 – Biały pionek · a1 – Biała wieża · b1 – Biały skoczek · c1 – Biały goniec · d1 – Biały hetman · e1 – Biała wieża · g1 – Biały król | a8 – Czarna wieża · c8 – Czarny goniec · d8 – Czarny hetman · f8 – Czarna wieża · g8 – Czarny król · c7 – Czarny pionek · e7 – Czarny goniec · f7 – Czarny pionek · g7 – Czarny pionek · h7 – Czarny pionek · a6 – Czarny pionek · c6 – Czarny skoczek · f6 – Czarny skoczek · b5 – Czarny pionek · d5 – Czarny pionek · e5 – Czarny pionek · e4 – Biały pionek · b3 – Biały goniec · c3 – Biały pionek · f3 – Biały skoczek · a2 – Biały pionek · b2 – Biały pionek · d2 – Biały pionek · f2 – Biały pionek · g2 – Biały pionek · h2 – Biały pionek · a1 – Biała wieża · b1 – Biały skoczek · c1 – Biały goniec · d1 – Biały hetman · e1 – Biała wieża · g1 – Biały król | a8 – Czarna wieża · c8 – Czarny goniec · d8 – Czarny hetman · f8 – Czarna wieża · g8 – Czarny król · c7 – Czarny pionek · e7 – Czarny goniec · f7 – Czarny pionek · g7 – Czarny pionek · h7 – Czarny pionek · a6 – Czarny pionek · c6 – Czarny skoczek · f6 – Czarny skoczek · b5 – Czarny pionek · d5 – Czarny pionek · e5 – Czarny pionek · e4 – Biały pionek · b3 – Biały goniec · c3 – Biały pionek · f3 – Biały skoczek · a2 – Biały pionek · b2 – Biały pionek · d2 – Biały pionek · f2 – Biały pionek · g2 – Biały pionek · h2 – Biały pionek · a1 – Biała wieża · b1 – Biały skoczek · c1 – Biały goniec · d1 – Biały hetman · e1 – Biała wieża · g1 – Biały król | 3 |
| 2 | a8 – Czarna wieża · c8 – Czarny goniec · d8 – Czarny hetman · f8 – Czarna wieża · g8 – Czarny król · c7 – Czarny pionek · e7 – Czarny goniec · f7 – Czarny pionek · g7 – Czarny pionek · h7 – Czarny pionek · a6 – Czarny pionek · c6 – Czarny skoczek · f6 – Czarny skoczek · b5 – Czarny pionek · d5 – Czarny pionek · e5 – Czarny pionek · e4 – Biały pionek · b3 – Biały goniec · c3 – Biały pionek · f3 – Biały skoczek · a2 – Biały pionek · b2 – Biały pionek · d2 – Biały pionek · f2 – Biały pionek · g2 – Biały pionek · h2 – Biały pionek · a1 – Biała wieża · b1 – Biały skoczek · c1 – Biały goniec · d1 – Biały hetman · e1 – Biała wieża · g1 – Biały król | a8 – Czarna wieża · c8 – Czarny goniec · d8 – Czarny hetman · f8 – Czarna wieża · g8 – Czarny król · c7 – Czarny pionek · e7 – Czarny goniec · f7 – Czarny pionek · g7 – Czarny pionek · h7 – Czarny pionek · a6 – Czarny pionek · c6 – Czarny skoczek · f6 – Czarny skoczek · b5 – Czarny pionek · d5 – Czarny pionek · e5 – Czarny pionek · e4 – Biały pionek · b3 – Biały goniec · c3 – Biały pionek · f3 – Biały skoczek · a2 – Biały pionek · b2 – Biały pionek · d2 – Biały pionek · f2 – Biały pionek · g2 – Biały pionek · h2 – Biały pionek · a1 – Biała wieża · b1 – Biały skoczek · c1 – Biały goniec · d1 – Biały hetman · e1 – Biała wieża · g1 – Biały król | a8 – Czarna wieża · c8 – Czarny goniec · d8 – Czarny hetman · f8 – Czarna wieża · g8 – Czarny król · c7 – Czarny pionek · e7 – Czarny goniec · f7 – Czarny pionek · g7 – Czarny pionek · h7 – Czarny pionek · a6 – Czarny pionek · c6 – Czarny skoczek · f6 – Czarny skoczek · b5 – Czarny pionek · d5 – Czarny pionek · e5 – Czarny pionek · e4 – Biały pionek · b3 – Biały goniec · c3 – Biały pionek · f3 – Biały skoczek · a2 – Biały pionek · b2 – Biały pionek · d2 – Biały pionek · f2 – Biały pionek · g2 – Biały pionek · h2 – Biały pionek · a1 – Biała wieża · b1 – Biały skoczek · c1 – Biały goniec · d1 – Biały hetman · e1 – Biała wieża · g1 – Biały król | a8 – Czarna wieża · c8 – Czarny goniec · d8 – Czarny hetman · f8 – Czarna wieża · g8 – Czarny król · c7 – Czarny pionek · e7 – Czarny goniec · f7 – Czarny pionek · g7 – Czarny pionek · h7 – Czarny pionek · a6 – Czarny pionek · c6 – Czarny skoczek · f6 – Czarny skoczek · b5 – Czarny pionek · d5 – Czarny pionek · e5 – Czarny pionek · e4 – Biały pionek · b3 – Biały goniec · c3 – Biały pionek · f3 – Biały skoczek · a2 – Biały pionek · b2 – Biały pionek · d2 – Biały pionek · f2 – Biały pionek · g2 – Biały pionek · h2 – Biały pionek · a1 – Biała wieża · b1 – Biały skoczek · c1 – Biały goniec · d1 – Biały hetman · e1 – Biała wieża · g1 – Biały król | a8 – Czarna wieża · c8 – Czarny goniec · d8 – Czarny hetman · f8 – Czarna wieża · g8 – Czarny król · c7 – Czarny pionek · e7 – Czarny goniec · f7 – Czarny pionek · g7 – Czarny pionek · h7 – Czarny pionek · a6 – Czarny pionek · c6 – Czarny skoczek · f6 – Czarny skoczek · b5 – Czarny pionek · d5 – Czarny pionek · e5 – Czarny pionek · e4 – Biały pionek · b3 – Biały goniec · c3 – Biały pionek · f3 – Biały skoczek · a2 – Biały pionek · b2 – Biały pionek · d2 – Biały pionek · f2 – Biały pionek · g2 – Biały pionek · h2 – Biały pionek · a1 – Biała wieża · b1 – Biały skoczek · c1 – Biały goniec · d1 – Biały hetman · e1 – Biała wieża · g1 – Biały król | a8 – Czarna wieża · c8 – Czarny goniec · d8 – Czarny hetman · f8 – Czarna wieża · g8 – Czarny król · c7 – Czarny pionek · e7 – Czarny goniec · f7 – Czarny pionek · g7 – Czarny pionek · h7 – Czarny pionek · a6 – Czarny pionek · c6 – Czarny skoczek · f6 – Czarny skoczek · b5 – Czarny pionek · d5 – Czarny pionek · e5 – Czarny pionek · e4 – Biały pionek · b3 – Biały goniec · c3 – Biały pionek · f3 – Biały skoczek · a2 – Biały pionek · b2 – Biały pionek · d2 – Biały pionek · f2 – Biały pionek · g2 – Biały pionek · h2 – Biały pionek · a1 – Biała wieża · b1 – Biały skoczek · c1 – Biały goniec · d1 – Biały hetman · e1 – Biała wieża · g1 – Biały król | a8 – Czarna wieża · c8 – Czarny goniec · d8 – Czarny hetman · f8 – Czarna wieża · g8 – Czarny król · c7 – Czarny pionek · e7 – Czarny goniec · f7 – Czarny pionek · g7 – Czarny pionek · h7 – Czarny pionek · a6 – Czarny pionek · c6 – Czarny skoczek · f6 – Czarny skoczek · b5 – Czarny pionek · d5 – Czarny pionek · e5 – Czarny pionek · e4 – Biały pionek · b3 – Biały goniec · c3 – Biały pionek · f3 – Biały skoczek · a2 – Biały pionek · b2 – Biały pionek · d2 – Biały pionek · f2 – Biały pionek · g2 – Biały pionek · h2 – Biały pionek · a1 – Biała wieża · b1 – Biały skoczek · c1 – Biały goniec · d1 – Biały hetman · e1 – Biała wieża · g1 – Biały król | a8 – Czarna wieża · c8 – Czarny goniec · d8 – Czarny hetman · f8 – Czarna wieża · g8 – Czarny król · c7 – Czarny pionek · e7 – Czarny goniec · f7 – Czarny pionek · g7 – Czarny pionek · h7 – Czarny pionek · a6 – Czarny pionek · c6 – Czarny skoczek · f6 – Czarny skoczek · b5 – Czarny pionek · d5 – Czarny pionek · e5 – Czarny pionek · e4 – Biały pionek · b3 – Biały goniec · c3 – Biały pionek · f3 – Biały skoczek · a2 – Biały pionek · b2 – Biały pionek · d2 – Biały pionek · f2 – Biały pionek · g2 – Biały pionek · h2 – Biały pionek · a1 – Biała wieża · b1 – Biały skoczek · c1 – Biały goniec · d1 – Biały hetman · e1 – Biała wieża · g1 – Biały król | 2 |
| 1 | a8 – Czarna wieża · c8 – Czarny goniec · d8 – Czarny hetman · f8 – Czarna wieża · g8 – Czarny król · c7 – Czarny pionek · e7 – Czarny goniec · f7 – Czarny pionek · g7 – Czarny pionek · h7 – Czarny pionek · a6 – Czarny pionek · c6 – Czarny skoczek · f6 – Czarny skoczek · b5 – Czarny pionek · d5 – Czarny pionek · e5 – Czarny pionek · e4 – Biały pionek · b3 – Biały goniec · c3 – Biały pionek · f3 – Biały skoczek · a2 – Biały pionek · b2 – Biały pionek · d2 – Biały pionek · f2 – Biały pionek · g2 – Biały pionek · h2 – Biały pionek · a1 – Biała wieża · b1 – Biały skoczek · c1 – Biały goniec · d1 – Biały hetman · e1 – Biała wieża · g1 – Biały król | a8 – Czarna wieża · c8 – Czarny goniec · d8 – Czarny hetman · f8 – Czarna wieża · g8 – Czarny król · c7 – Czarny pionek · e7 – Czarny goniec · f7 – Czarny pionek · g7 – Czarny pionek · h7 – Czarny pionek · a6 – Czarny pionek · c6 – Czarny skoczek · f6 – Czarny skoczek · b5 – Czarny pionek · d5 – Czarny pionek · e5 – Czarny pionek · e4 – Biały pionek · b3 – Biały goniec · c3 – Biały pionek · f3 – Biały skoczek · a2 – Biały pionek · b2 – Biały pionek · d2 – Biały pionek · f2 – Biały pionek · g2 – Biały pionek · h2 – Biały pionek · a1 – Biała wieża · b1 – Biały skoczek · c1 – Biały goniec · d1 – Biały hetman · e1 – Biała wieża · g1 – Biały król | a8 – Czarna wieża · c8 – Czarny goniec · d8 – Czarny hetman · f8 – Czarna wieża · g8 – Czarny król · c7 – Czarny pionek · e7 – Czarny goniec · f7 – Czarny pionek · g7 – Czarny pionek · h7 – Czarny pionek · a6 – Czarny pionek · c6 – Czarny skoczek · f6 – Czarny skoczek · b5 – Czarny pionek · d5 – Czarny pionek · e5 – Czarny pionek · e4 – Biały pionek · b3 – Biały goniec · c3 – Biały pionek · f3 – Biały skoczek · a2 – Biały pionek · b2 – Biały pionek · d2 – Biały pionek · f2 – Biały pionek · g2 – Biały pionek · h2 – Biały pionek · a1 – Biała wieża · b1 – Biały skoczek · c1 – Biały goniec · d1 – Biały hetman · e1 – Biała wieża · g1 – Biały król | a8 – Czarna wieża · c8 – Czarny goniec · d8 – Czarny hetman · f8 – Czarna wieża · g8 – Czarny król · c7 – Czarny pionek · e7 – Czarny goniec · f7 – Czarny pionek · g7 – Czarny pionek · h7 – Czarny pionek · a6 – Czarny pionek · c6 – Czarny skoczek · f6 – Czarny skoczek · b5 – Czarny pionek · d5 – Czarny pionek · e5 – Czarny pionek · e4 – Biały pionek · b3 – Biały goniec · c3 – Biały pionek · f3 – Biały skoczek · a2 – Biały pionek · b2 – Biały pionek · d2 – Biały pionek · f2 – Biały pionek · g2 – Biały pionek · h2 – Biały pionek · a1 – Biała wieża · b1 – Biały skoczek · c1 – Biały goniec · d1 – Biały hetman · e1 – Biała wieża · g1 – Biały król | a8 – Czarna wieża · c8 – Czarny goniec · d8 – Czarny hetman · f8 – Czarna wieża · g8 – Czarny król · c7 – Czarny pionek · e7 – Czarny goniec · f7 – Czarny pionek · g7 – Czarny pionek · h7 – Czarny pionek · a6 – Czarny pionek · c6 – Czarny skoczek · f6 – Czarny skoczek · b5 – Czarny pionek · d5 – Czarny pionek · e5 – Czarny pionek · e4 – Biały pionek · b3 – Biały goniec · c3 – Biały pionek · f3 – Biały skoczek · a2 – Biały pionek · b2 – Biały pionek · d2 – Biały pionek · f2 – Biały pionek · g2 – Biały pionek · h2 – Biały pionek · a1 – Biała wieża · b1 – Biały skoczek · c1 – Biały goniec · d1 – Biały hetman · e1 – Biała wieża · g1 – Biały król | a8 – Czarna wieża · c8 – Czarny goniec · d8 – Czarny hetman · f8 – Czarna wieża · g8 – Czarny król · c7 – Czarny pionek · e7 – Czarny goniec · f7 – Czarny pionek · g7 – Czarny pionek · h7 – Czarny pionek · a6 – Czarny pionek · c6 – Czarny skoczek · f6 – Czarny skoczek · b5 – Czarny pionek · d5 – Czarny pionek · e5 – Czarny pionek · e4 – Biały pionek · b3 – Biały goniec · c3 – Biały pionek · f3 – Biały skoczek · a2 – Biały pionek · b2 – Biały pionek · d2 – Biały pionek · f2 – Biały pionek · g2 – Biały pionek · h2 – Biały pionek · a1 – Biała wieża · b1 – Biały skoczek · c1 – Biały goniec · d1 – Biały hetman · e1 – Biała wieża · g1 – Biały król | a8 – Czarna wieża · c8 – Czarny goniec · d8 – Czarny hetman · f8 – Czarna wieża · g8 – Czarny król · c7 – Czarny pionek · e7 – Czarny goniec · f7 – Czarny pionek · g7 – Czarny pionek · h7 – Czarny pionek · a6 – Czarny pionek · c6 – Czarny skoczek · f6 – Czarny skoczek · b5 – Czarny pionek · d5 – Czarny pionek · e5 – Czarny pionek · e4 – Biały pionek · b3 – Biały goniec · c3 – Biały pionek · f3 – Biały skoczek · a2 – Biały pionek · b2 – Biały pionek · d2 – Biały pionek · f2 – Biały pionek · g2 – Biały pionek · h2 – Biały pionek · a1 – Biała wieża · b1 – Biały skoczek · c1 – Biały goniec · d1 – Biały hetman · e1 – Biała wieża · g1 – Biały król | a8 – Czarna wieża · c8 – Czarny goniec · d8 – Czarny hetman · f8 – Czarna wieża · g8 – Czarny król · c7 – Czarny pionek · e7 – Czarny goniec · f7 – Czarny pionek · g7 – Czarny pionek · h7 – Czarny pionek · a6 – Czarny pionek · c6 – Czarny skoczek · f6 – Czarny skoczek · b5 – Czarny pionek · d5 – Czarny pionek · e5 – Czarny pionek · e4 – Biały pionek · b3 – Biały goniec · c3 – Biały pionek · f3 – Biały skoczek · a2 – Biały pionek · b2 – Biały pionek · d2 – Biały pionek · f2 – Biały pionek · g2 – Biały pionek · h2 – Biały pionek · a1 – Biała wieża · b1 – Biały skoczek · c1 – Biały goniec · d1 – Biały hetman · e1 – Biała wieża · g1 – Biały król | 1 |
|   | a | b | c | d | e | f | g | h |   |

Frank James Marshall (ur. 10 sierpnia 1877 w Nowym Jorku, zm. 9 września 1944 w Jersey City) – amerykański szachista, wieloletni mistrz USA w szachach (w latach 1909 – 1936), uczestnik meczu o mistrzostwo świata z Emanuelem Laskerem.

## Życiorys
Marshall od ósmego roku życia mieszkał w Montrealu. Poznał zasady gry w szachy w wieku dziesięciu lat, jako trzynastolatek był jednym z najlepszych szachistów w Montrealu. W 1904 roku wygrał turniej o mistrzostwo Stanów Zjednoczonych, lecz nie przyjął tytułu mistrza, ponieważ ówczesny mistrz USA Harry Pillsbury nie brał udziału w turnieju. Nie przyjął tytułu również po śmierci Pillsbury'ego w 1906 roku, został mistrzem USA po wygraniu turnieju w 1909 roku.
Od początku dwudziestego wieku Marshall był zapraszany do udziału w prestiżowych turniejach szachowej elity. W 1904 roku odniósł pierwszy wielki sukces, wygrywając w doskonałym stylu turniej Cambridge Springs w Pensylwanii. Wyprzedził wówczas Dawida Janowskiego i mistrza świata Emanuela Laskera aż o dwa punkty, zremisował tylko cztery partie, wygrywając jedenaście pozostałych. W 1907 roku rozegrał mecz o tytuł mistrza świata z Laskerem. Mecz trwał ponad trzy miesiące. Rywale jeździli po USA i grali po kilka partii w Nowym Jorku, Filadelfii, Waszyngtonie, Baltimore, Chicago i Memphis. Lasker pokonał młodszego amerykańskiego mistrza bez porażki, wygrywając osiem i remisując siedem partii.
W 1909 roku Marshall zgodził się rozegrać mecz z młodym kubańskim szachistą  José Raúlem Capablanką. Mecz w Nowym Jorku nieoczekiwanie zakończył się klęską Marshalla (+1 -8 =14). Marshall został promotorem Capablanki, starając się usilnie o udział Kubańczyka w prestiżowym turnieju w San Sebastian, do którego zaproszono wyłącznie uznanych mistrzów. Capablanka zaproszenie otrzymał, głównie dzięki staraniom Marshalla. Turniej, który odbył się w 1911 roku, był jednym z najsilniejszych w historii i zakończył się spektakularnym zwycięstwem Capablanki. Marshall zajął czwarte miejsce, wyprzedzony także przez Akibę Rubinsteina i Milana Vidmara.
W późniejszych turniejach Marshall wielokrotnie spotykał się z Capablanką, lecz tylko raz wygrał turniej z jego udziałem, w Hawanie w 1913 roku. W 1914 roku brał udział w słynnym turnieju w Petersburgu i wraz z Laskerem, Capablanką, Aleksandrem Alechinem i Siegbertem Tarraschem został uhonorowany przez cara Mikołaja II tytułem arcymistrza.
W latach 1930–1937 Marshall uczestniczył w pięciu olimpiadach szachowych, czterokrotnie zajmując pierwsze miejsce w klasyfikacji drużynowej. W 1933 roku zdobył złoty medal w klasyfikacji indywidualnej na drugiej szachownicy.
Marshall pozostał niepokonanym mistrzem USA przez 29 lat, aż do 1936 roku, kiedy to Amerykańska Federacja Szachowa zorganizowała mistrzowski turniej, wygrany przez Samuela Reshevsky'ego.
Według retrospektywnego systemu rankingowego Chessmetrics, najwyżej sklasyfikowany był w sierpniu 1913, zajmował wówczas 2. miejsce (za Akibą Rubinsteinem) na świecie.
W 1915 Marshall ze swoimi przyjaciółmi szachistami założył w Nowym Jorku Marshall Chess Club, który działa do dziś.
Kilka wariantów otwarć szachowych nosi nazwę pochodzącą od nazwiska Marshalla. Najbardziej znanym wariantem jest atak Marshalla w partii hiszpańskiej:
1.e4 e5 2.Sf3 Sc6 3.Gb5 a6 4.Ga4 Sf6 5.O-O Ge7 6.We1 b5 7.Gb3 O-O 8.c3 d5
Marshall pracował nad tym wariantem głównie w celu pokonania Capablanki w partii hiszpańskiej. Tak zwana obrona Marshalla (1.d4 d5 2.c4 Sf6) spotykana jest rzadko.